# Sacrificio de Isaac

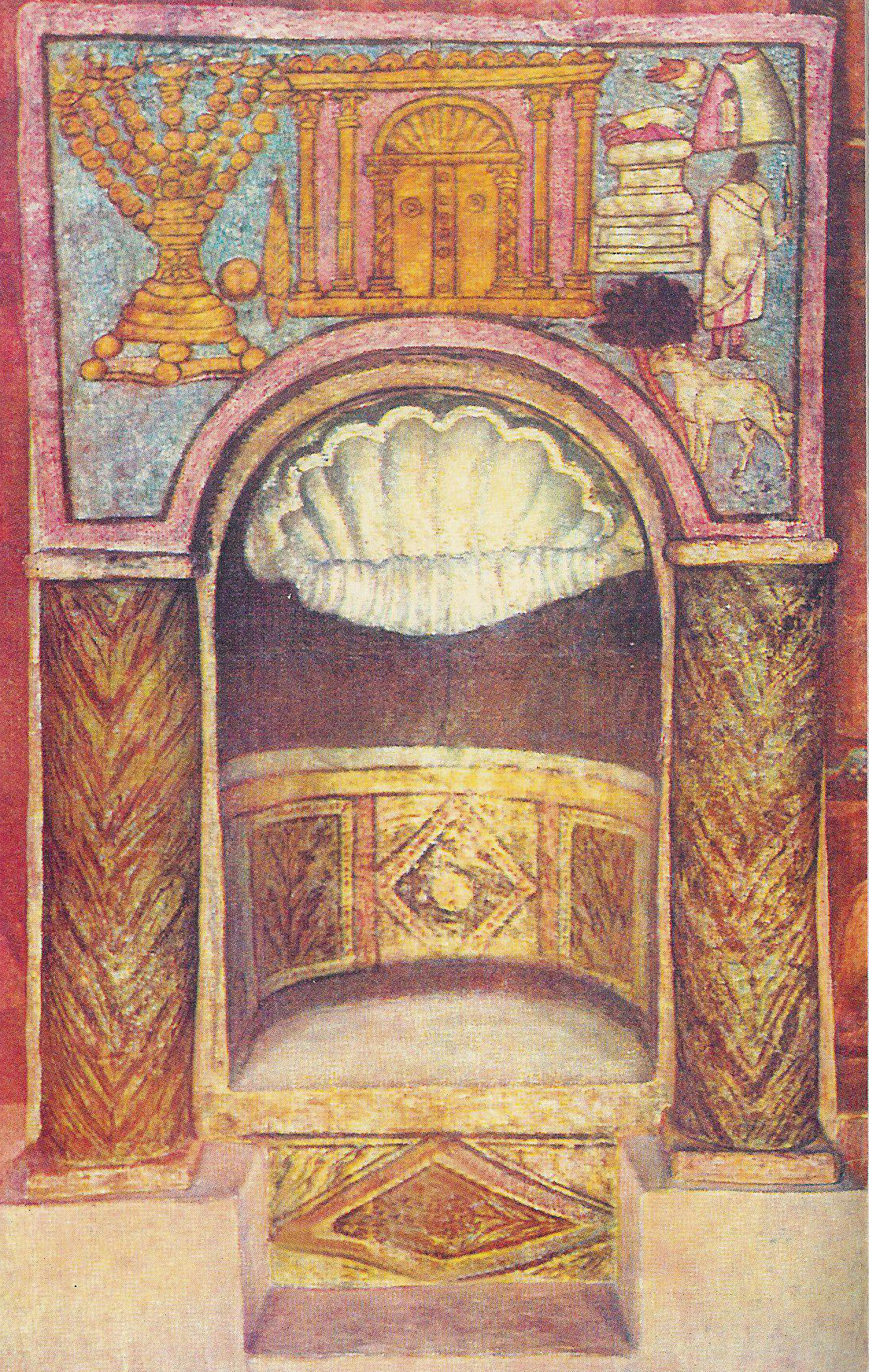
La representación más antigua conocida del Aqéda, en el ciborio del hejal (arca santa), en la sinagoga de Dura Europos.

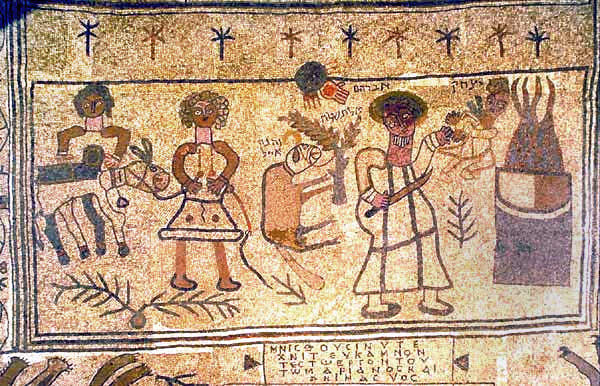
Mosaico de la sinagoga Beth Alfa.

Sacrificio de Isaac, atadura de Isaac, ligadura de Isaac o sacrificio de Abraham, son las denominaciones de una escena del Antiguo Testamento (Génesis 22), muy utilizada como tema iconográfico en pintura y escultura. En hebreo se conoce con la expresión עֲקֵידַת יִצְחַק, Akedát Yitzḥák, o simplemente Akedah, Aqéda, Aquedah o Akedá ("atadura"). En árabe con la palabra ذبيح, Dhabih ("matanza" o "sacrificio"). Se conmemora en el calendario hebreo el 1 de Tishrei (festividad de Rosh Hashaná, el "año nuevo judío") y en el calendario musulmán el 10 de Du l-hiyya (festividad de Eid al-Adha, "celebración del sacrificio" o "fiesta del cordero").

(...) Dios puso a prueba a Abraham: (v. 1)

«Toma a tu hijo único, el que tanto amas, a Isaac; ve a la región de Moriá, y ofrécelo en holocausto sobre la montaña que yo te indicaré». (v. 2)

(...)

Isaac rompió el silencio y dijo a su padre Abraham: «¡Padre!». Él respondió: «Sí, hijo mío». «Tenemos el fuego y la leña, continuó Isaac, pero ¿dónde está el cordero para el holocausto?». (v. 7)
 
«Dios proveerá el cordero para el holocausto» respondió Abraham.(v. 8)
 
Abraham erigió un altar, dispuso la leña, ató a su hijo Isaac, y lo puso sobre el altar encima de la leña. (v. 9)
 
Luego extendió su mano y tomó el cuchillo para inmolar a su hijo. (v. 10) 
 
Pero el Ángel del Señor lo llamó desde el cielo.(v. 11)
 
Y el Ángel le dijo: «No pongas tu mano sobre el muchacho ni le hagas ningún daño. Ahora sé que temes a Dios, porque no me has negado ni siquiera a tu hijo único». (v. 12)

El rasgo más destacado en la exégesis bíblica de este pasaje es la sumisión de Abraham a la voluntad de Dios, cuestión central tanto para el judaísmo como para el Islam (con una diferencia importante: la escena se presenta protagonizada por Ismael y no por Isaac); mientras que desde el punto de vista del cristianismo, a ese aspecto se añade la prefiguración del sacrificio de Cristo. Entre las homilías sobre lecturas litúrgicas de la misa católica, es la del martes V del tiempo ordinario.
El lugar del sacrificio, el Monte Moriá, se identifica, junto con el monte Sion, con el espacio posteriormente conocido como Monte del Templo, en Jerusalén.
También desde la moral se considera el instante previo del intento de ejecución como suspensión del orden moral por parte de Dios.

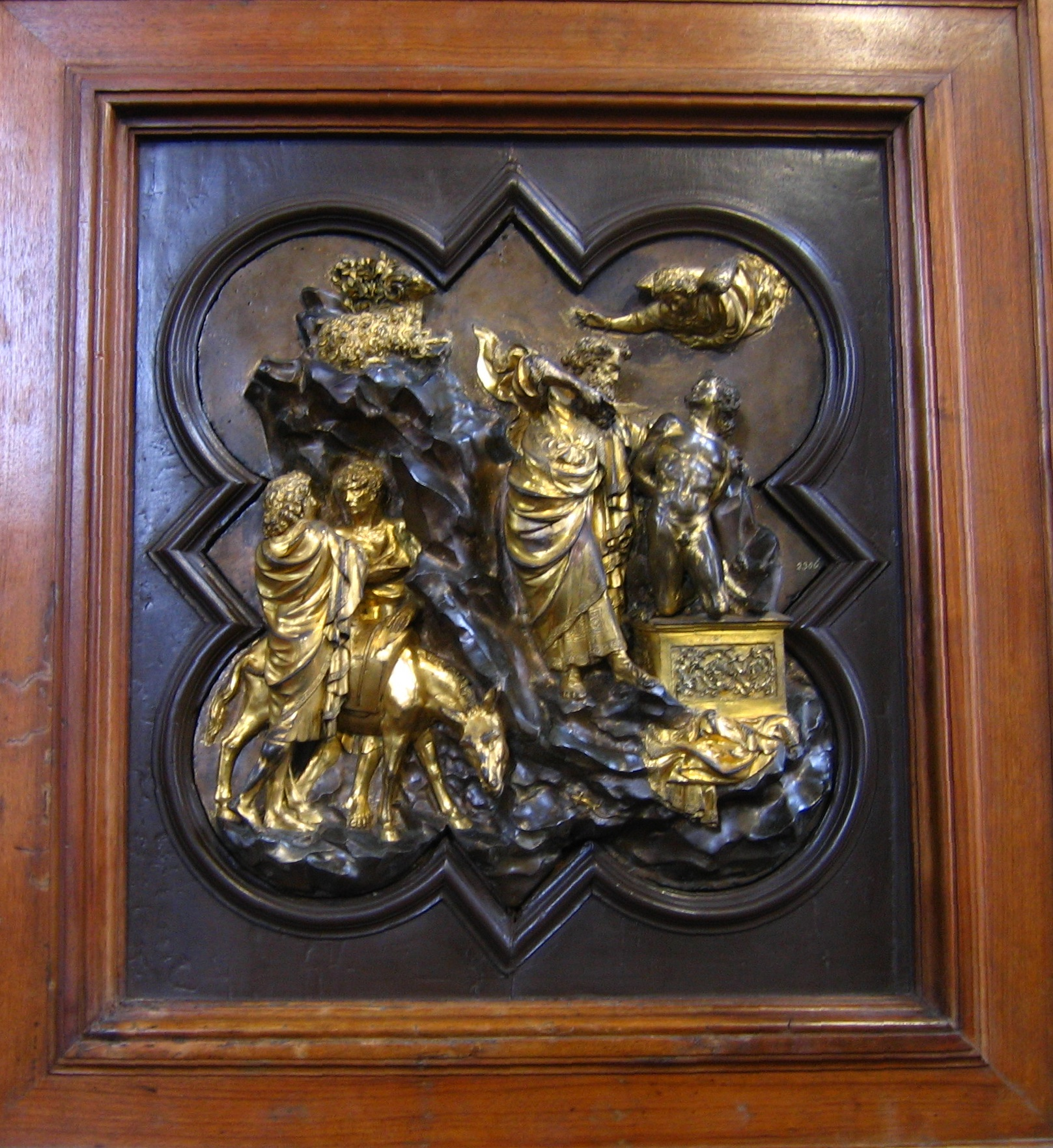
Sacrificio de Isaac (Ghiberti), 1401.

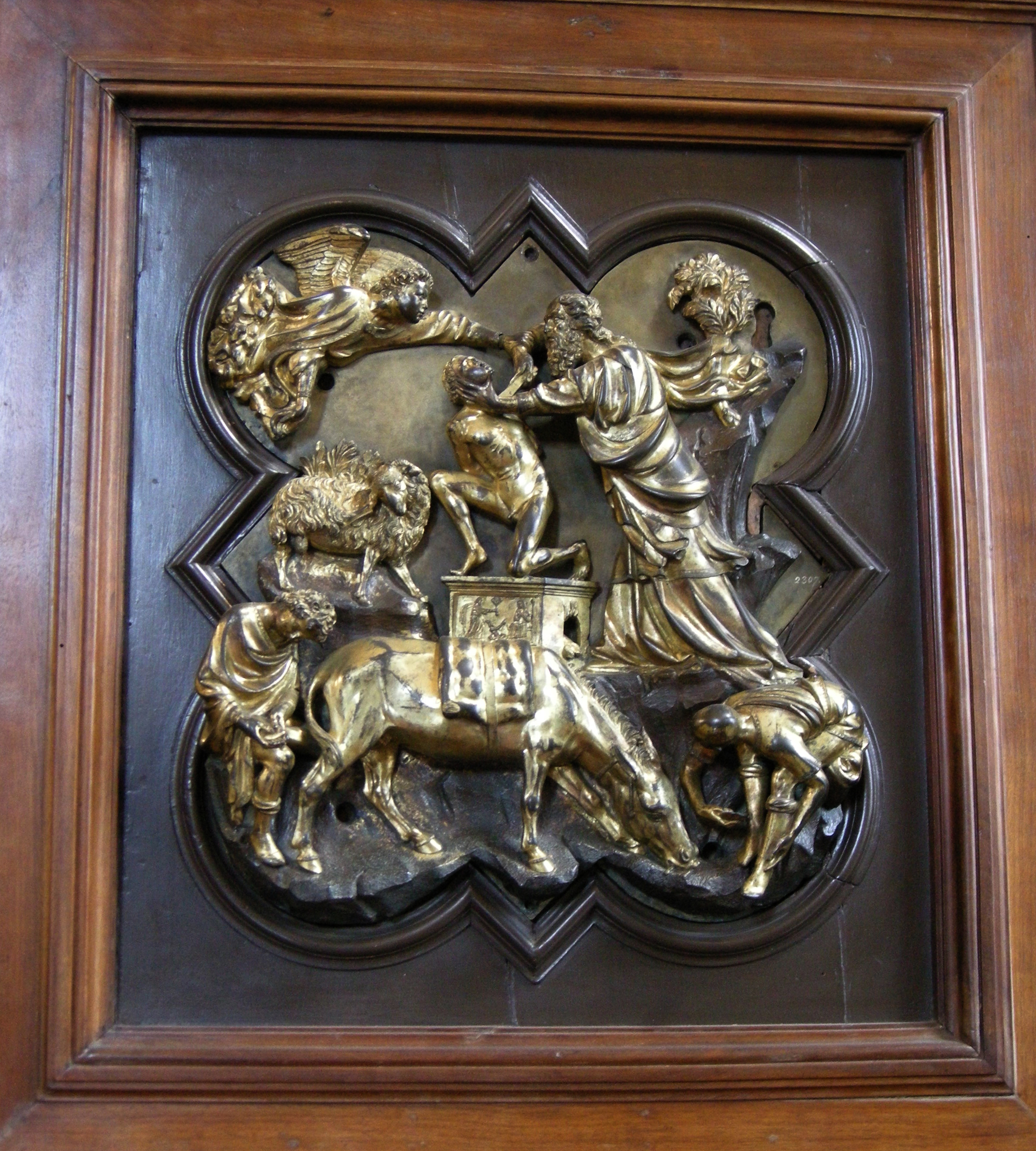
Sacrificio de Isaac (Brunelleschi), 1401.

## Iconografía

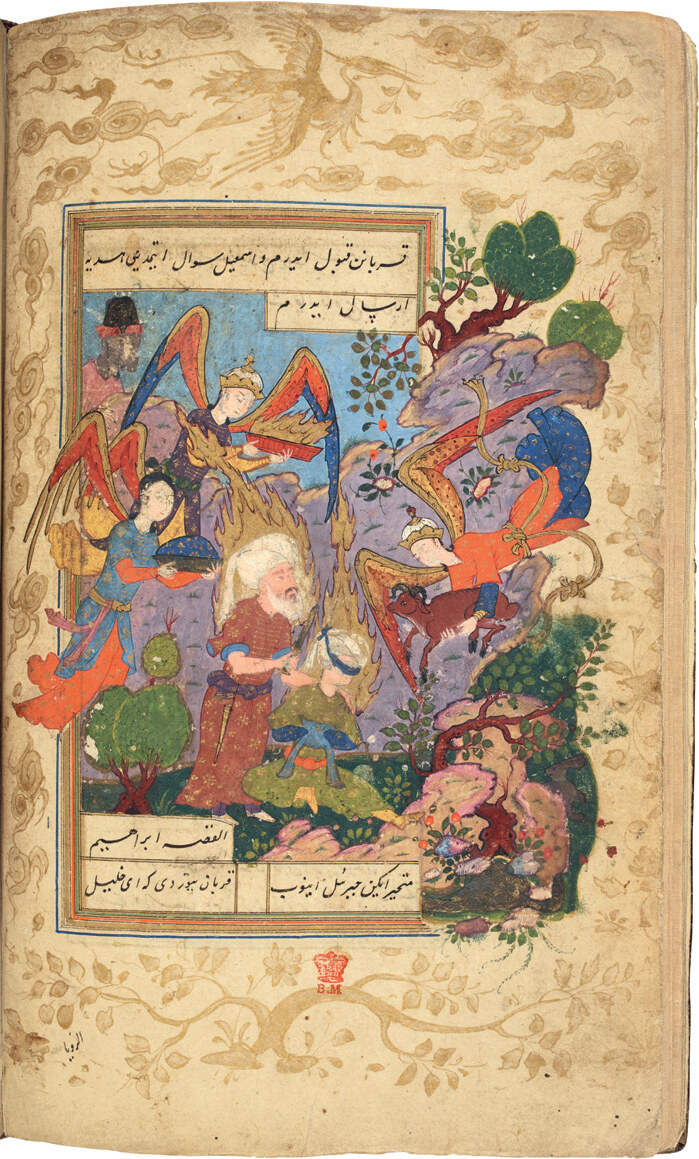
Miniatura otomana del que representa al ángel Gabriel deteniendo a Abraham a punto de sacrificar a su hijo.

Además de las escasas representaciones figurativas existentes en algunas sinagogas (Dura Europos y Beth Alfa); el tema es muy usual en el arte cristiano. Se viene representando desde la Antigüedad (sarcófago de Junio Baso, catacumbas de Priscila, temas bíblicos del arte paleocristiano: El sacrificio de Isaac) y aparece frecuentemente en el arte medieval, particularmente en los mosaicos bizantinos y en la escultura románica (fachada de las Platerías de Santiago, San Esteban de Moradillo de Sedano).

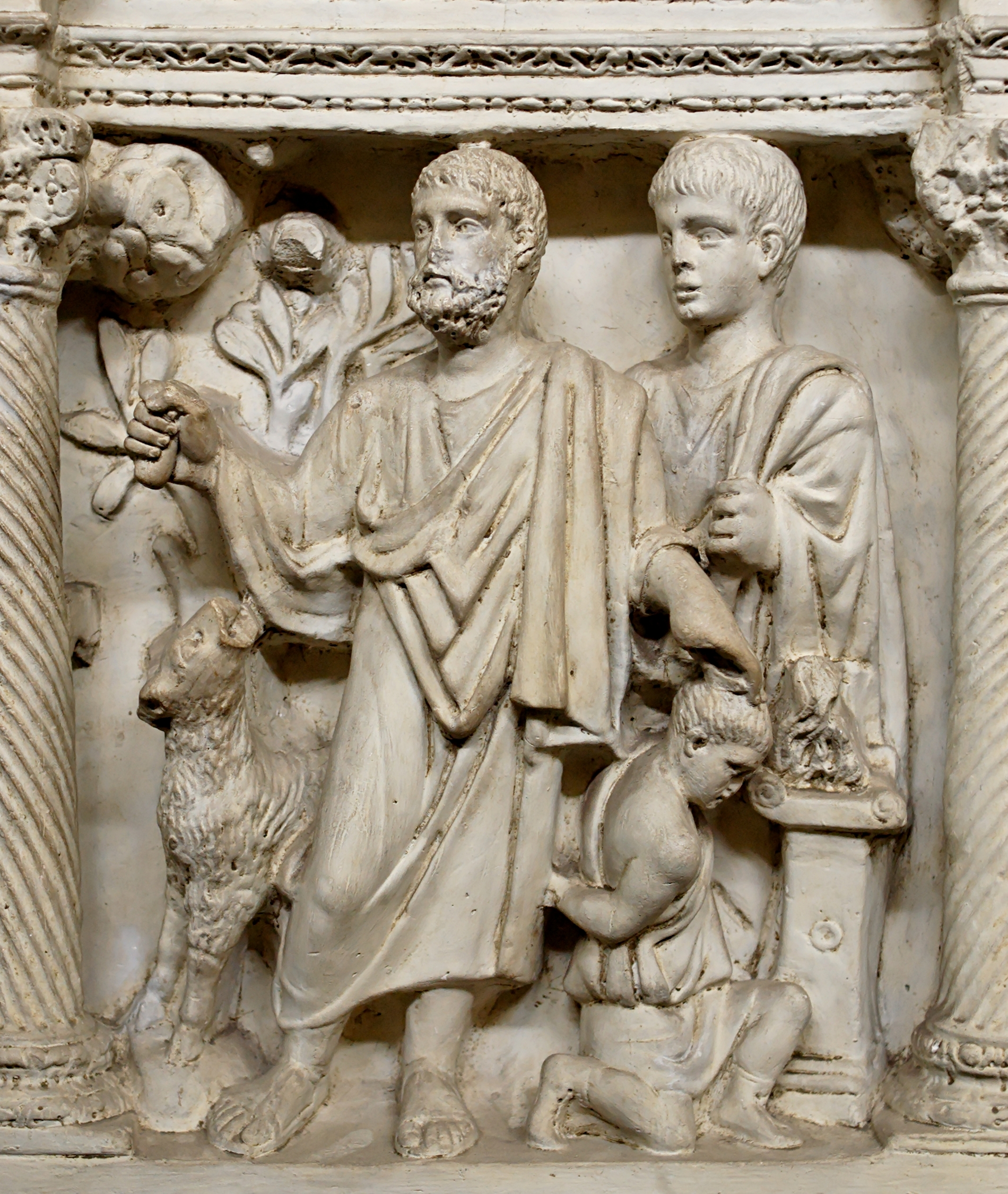
Detalle del sarcófago de Junio Baso.
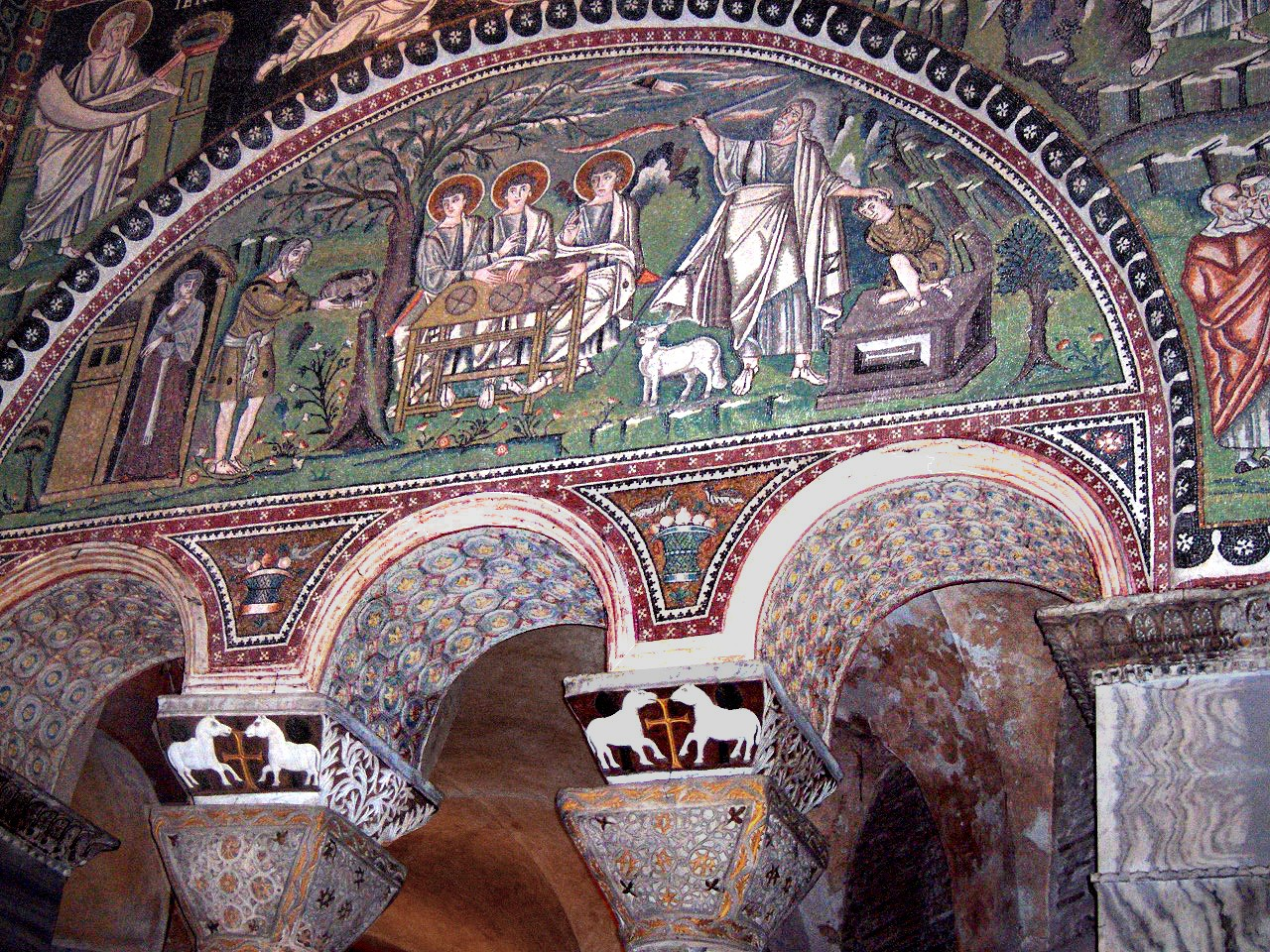
Mosaico de San Vital de Rávena (arte bizantino).
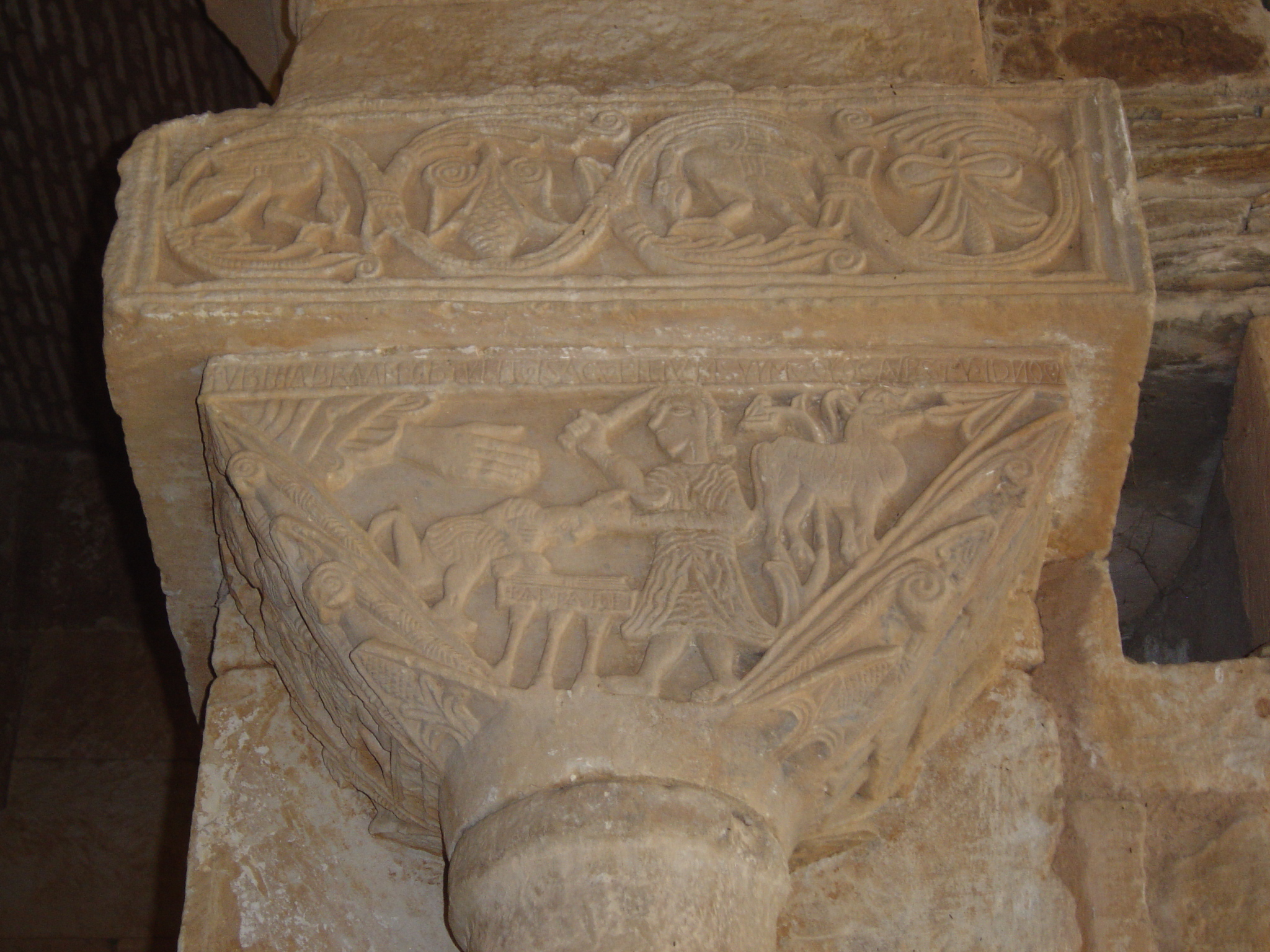
Capitel de la iglesia de San Pedro de la Nave (arte visigodo)
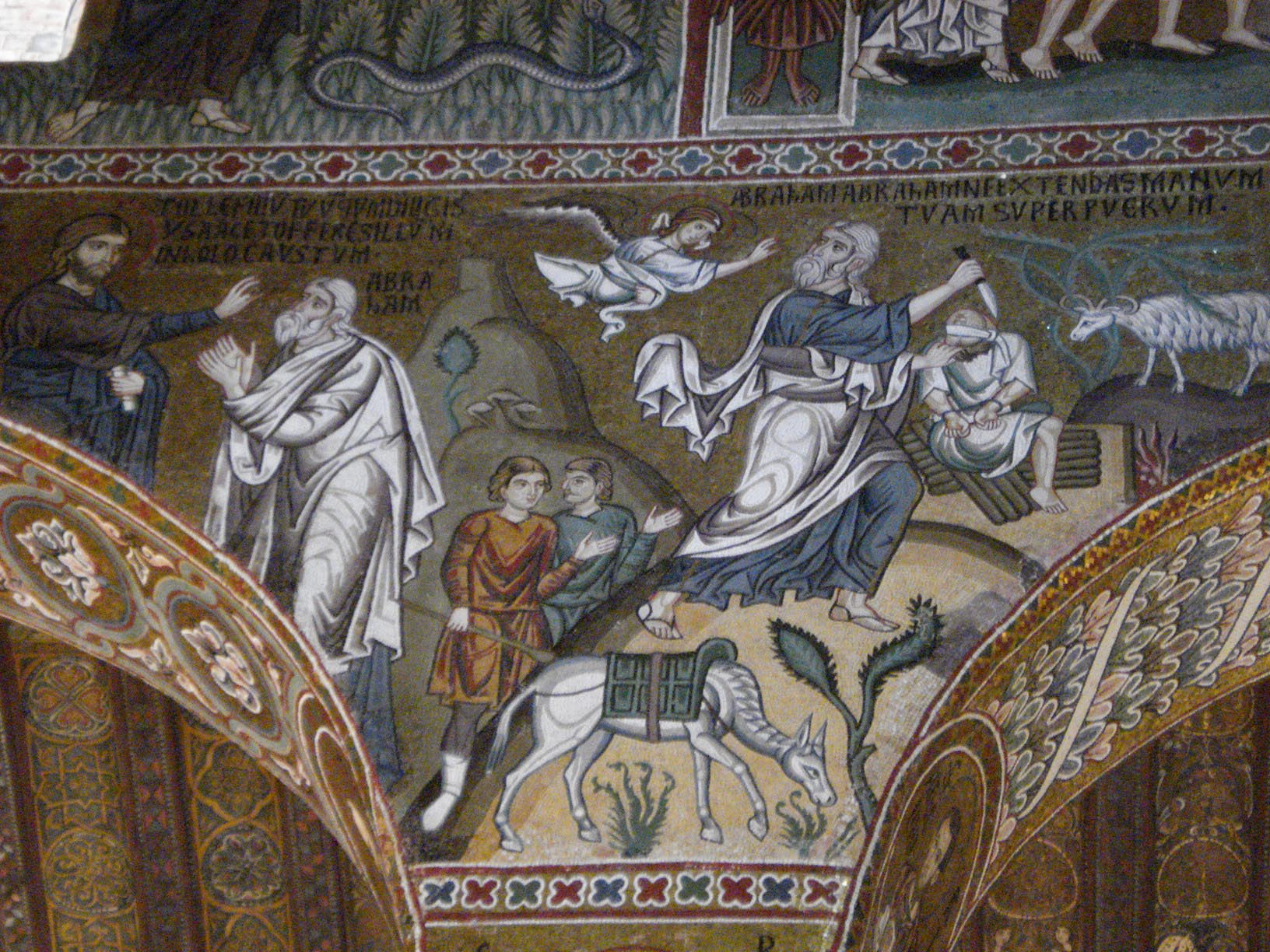
Mosaico de la capilla palatina de Palermo (arte árabe-normando-bizantino).
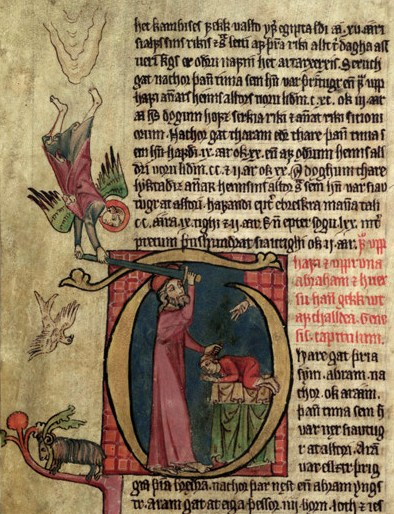
Letra capitular de un manuscrito medieval (Islandia, siglo XIV).
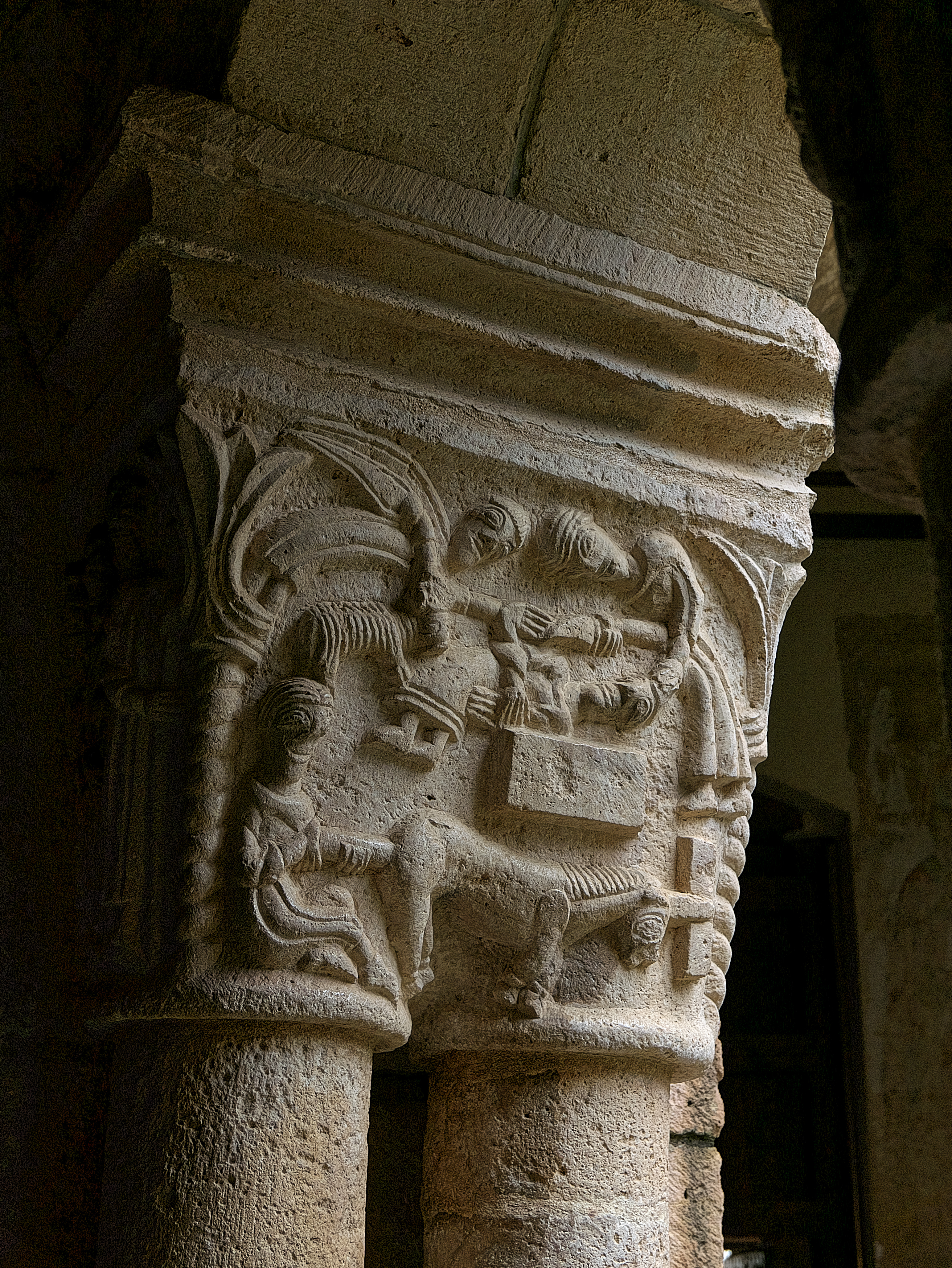
Capitel del claustro de la Colegiata de Alquézar.

No obstante, no fue hasta el inicio del Renacimiento italiano cuando la escena protagonizó uno de los momentos más importantes de la historia del arte: el concurso de 1401 para decidir el encargo de las planchas de bronce para recubrir la puerta norte del baptisterio de Florencia, que se disputaron Ghiberti, Brunelleschi, Jacopo della Quercia, Francesco di Valdambrino, Simone da Colle, Niccolò di Luca Spinelli y Niccolò di Pietro Lamberti. Todos los artistas presentaron un modelo de panel sobre esta escena (los de Ghiberti y Brunelleschi se conservan en el Palacio Bargello). Fue mejor valorado el de Ghiberti, a quien se encargó la realización de la obra, que no se terminó hasta 1452.
En 1421, para la misma catedral de Florencia, pero en este caso destinado al campanile, se encargó a Donatello y a su discípulo Nanni da Bartolo la realización de una talla en piedra con el mismo tema. Jacopo della Quercia realizó un relieve en piedra con el mismo motivo para la fachada de la basílica de San Petronio de Bolonia (1425-1438).

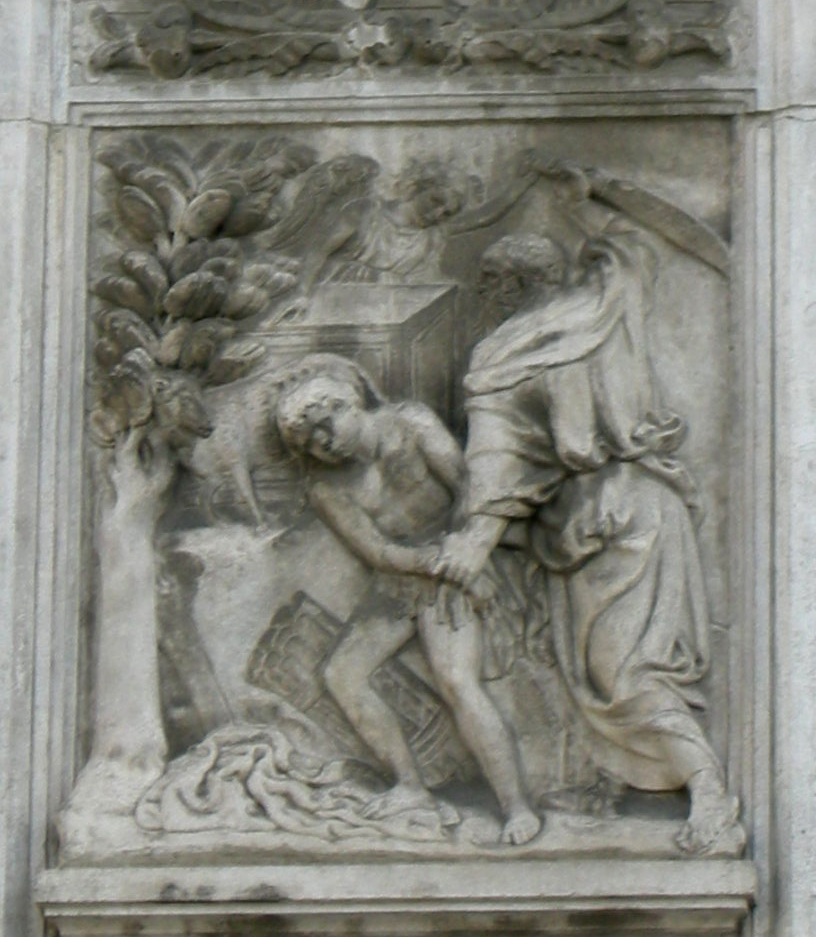
Jacopo della Quercia.
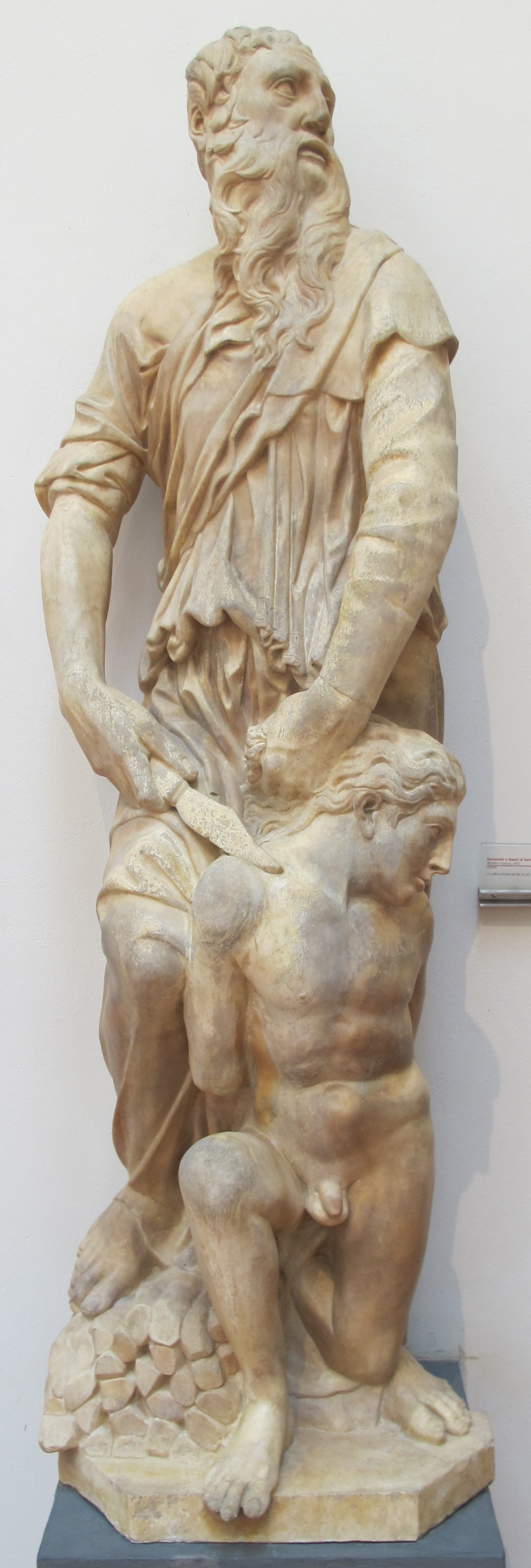
Sacrificio de Isaac (Donatello)

En la escultura del Renacimiento español destaca la talla en madera policromada de Alonso Berruguete para el retablo mayor de San Benito el Real de Valladolid (1526-1532).

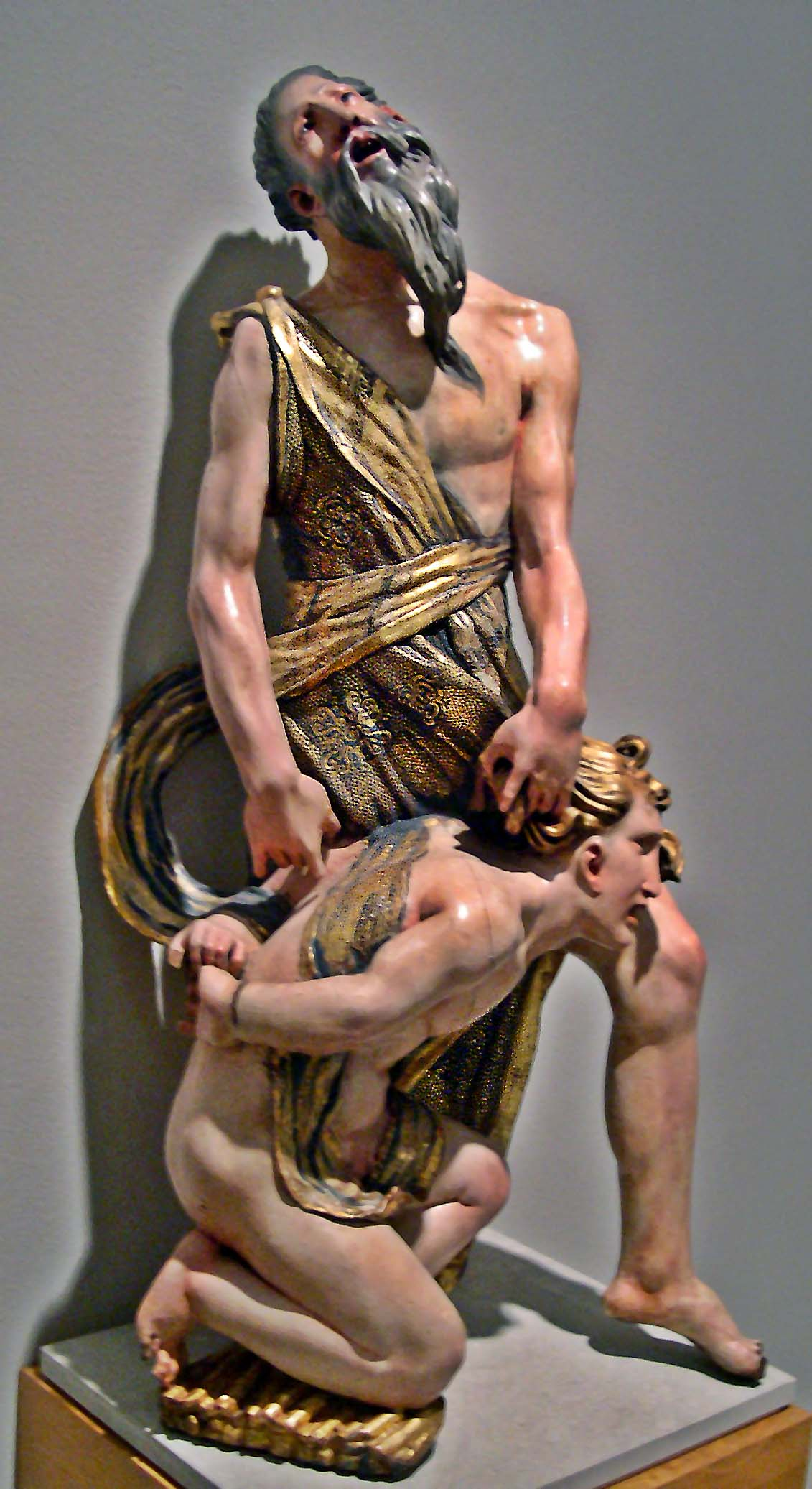
Sacrificio de Isaac (Berruguete). Vista desde la izquierda.
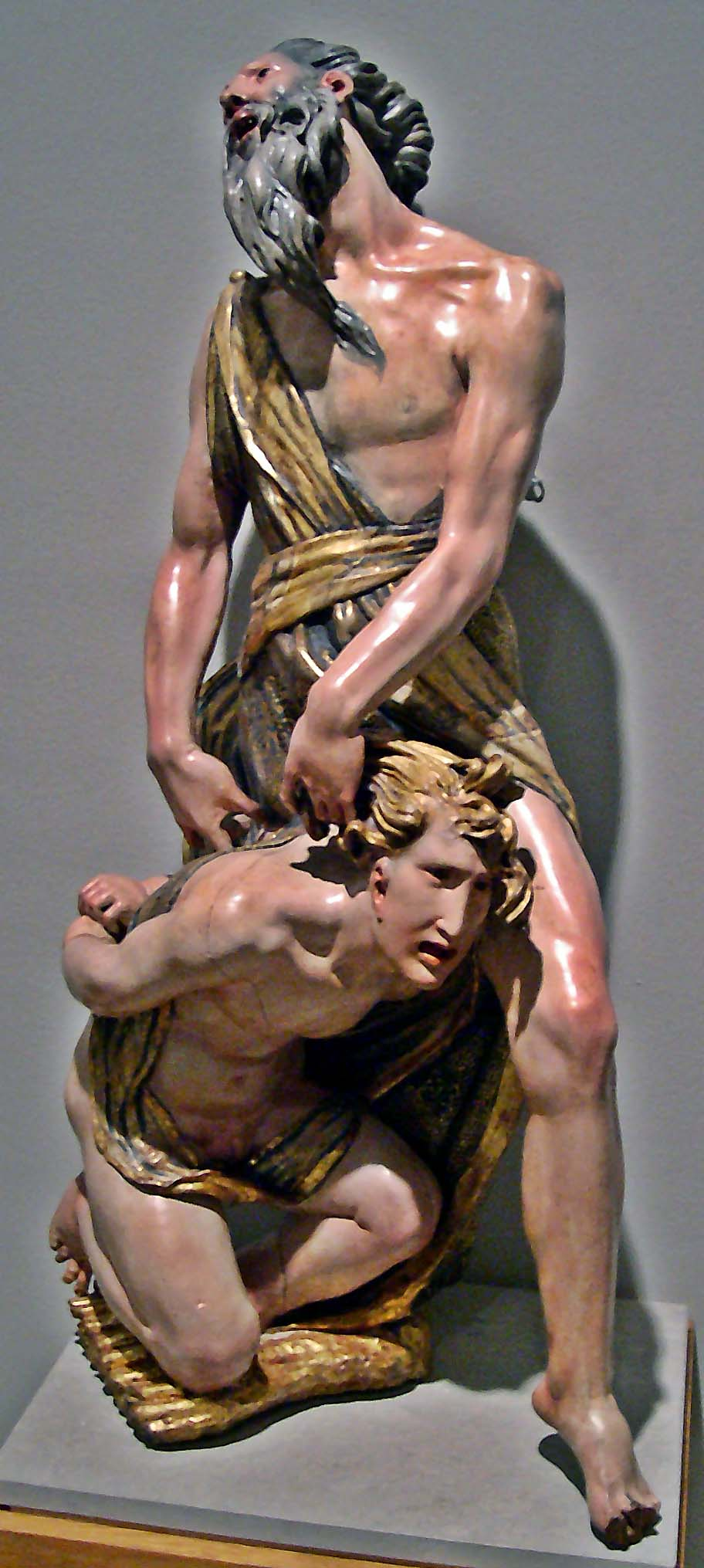
Ídem. Vista desde la derecha.
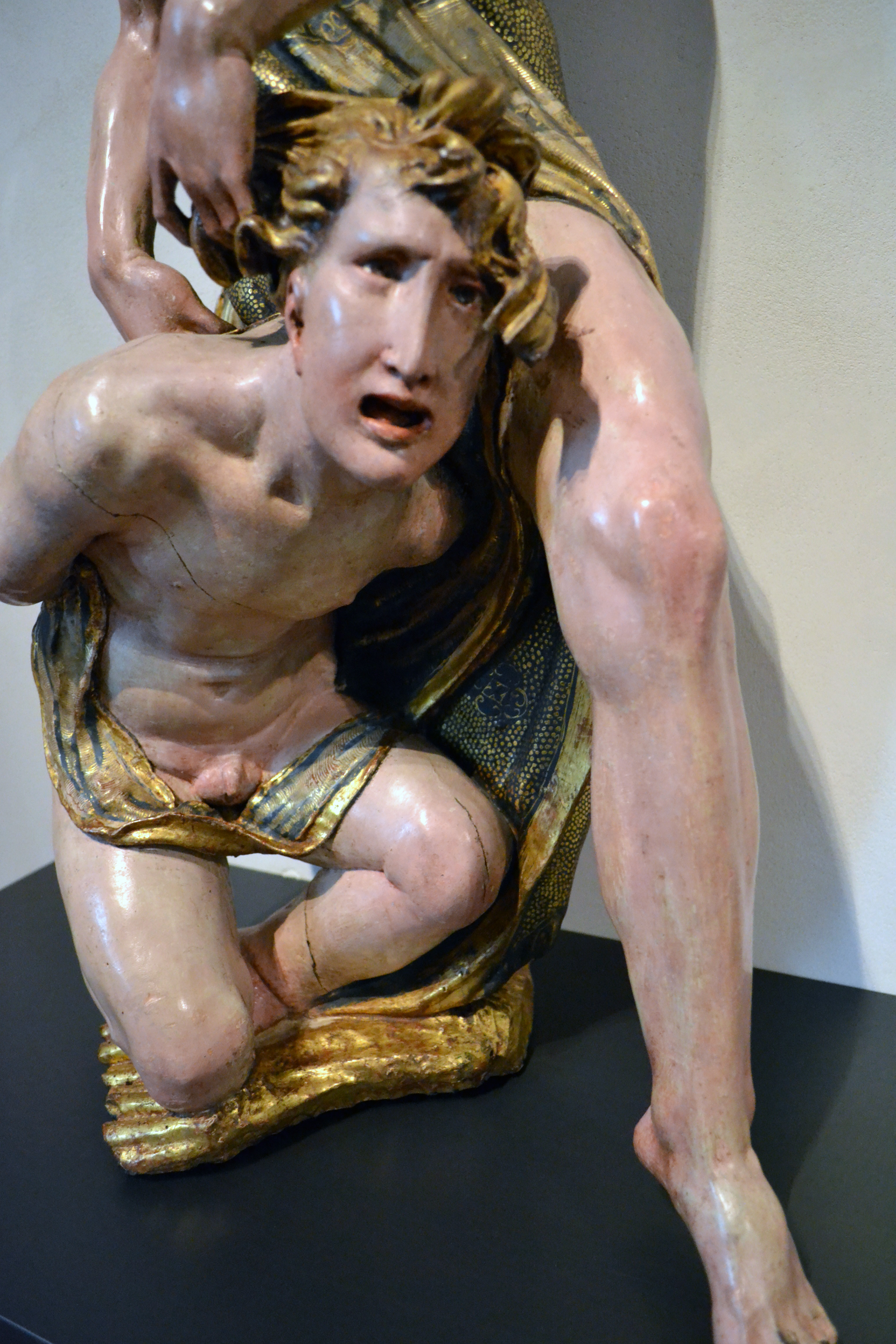
Ídem. Detalle

En tema se desarrolló también en la pintura del renacimiento:

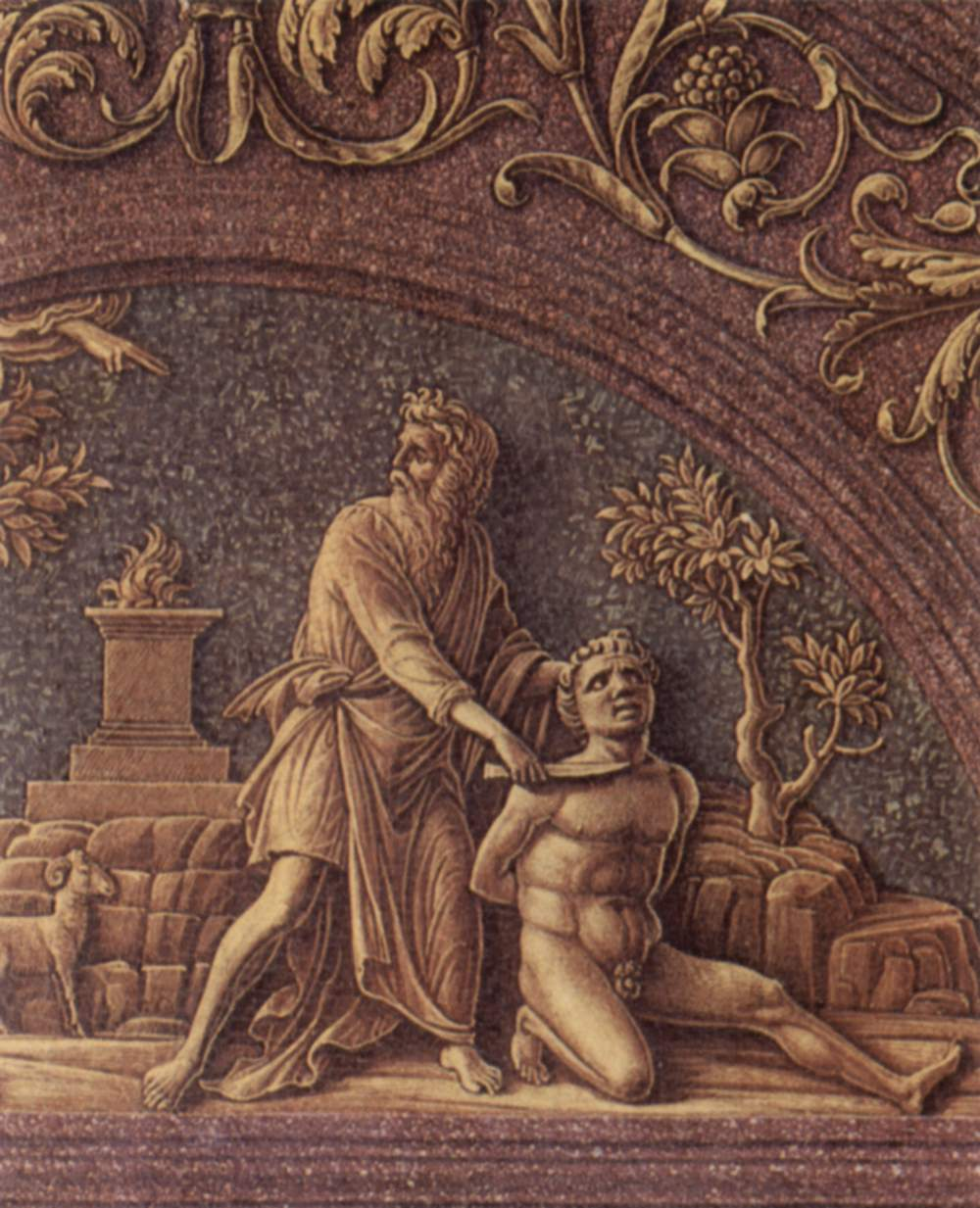
Andrea Mantegna, 1461 (detalle del Trittico degli Uffizi o "Tríptico de los Uffizi -Trittico degli Uffizi, tabla derecha).
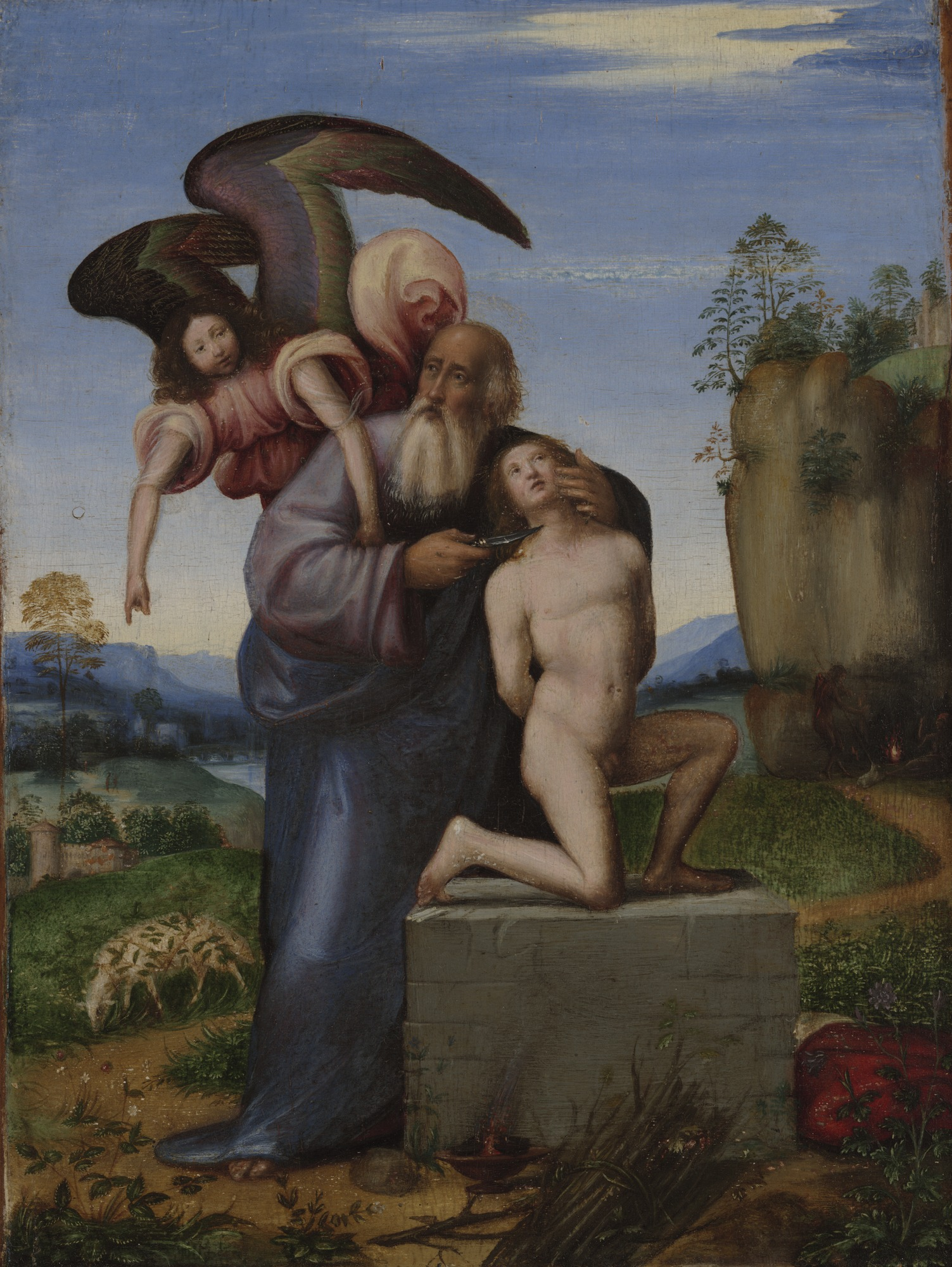
Mariotto Albertinelli, 1509.
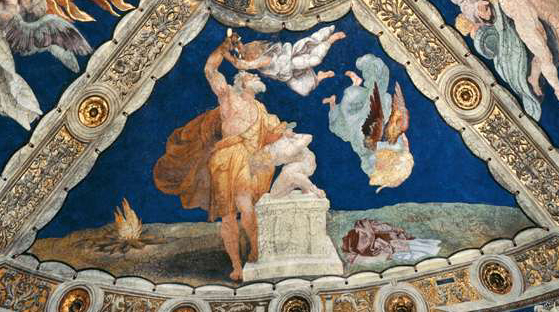
Rafael Sanzio, 1511. -Sacrificio di Isacco (Raffaello)-
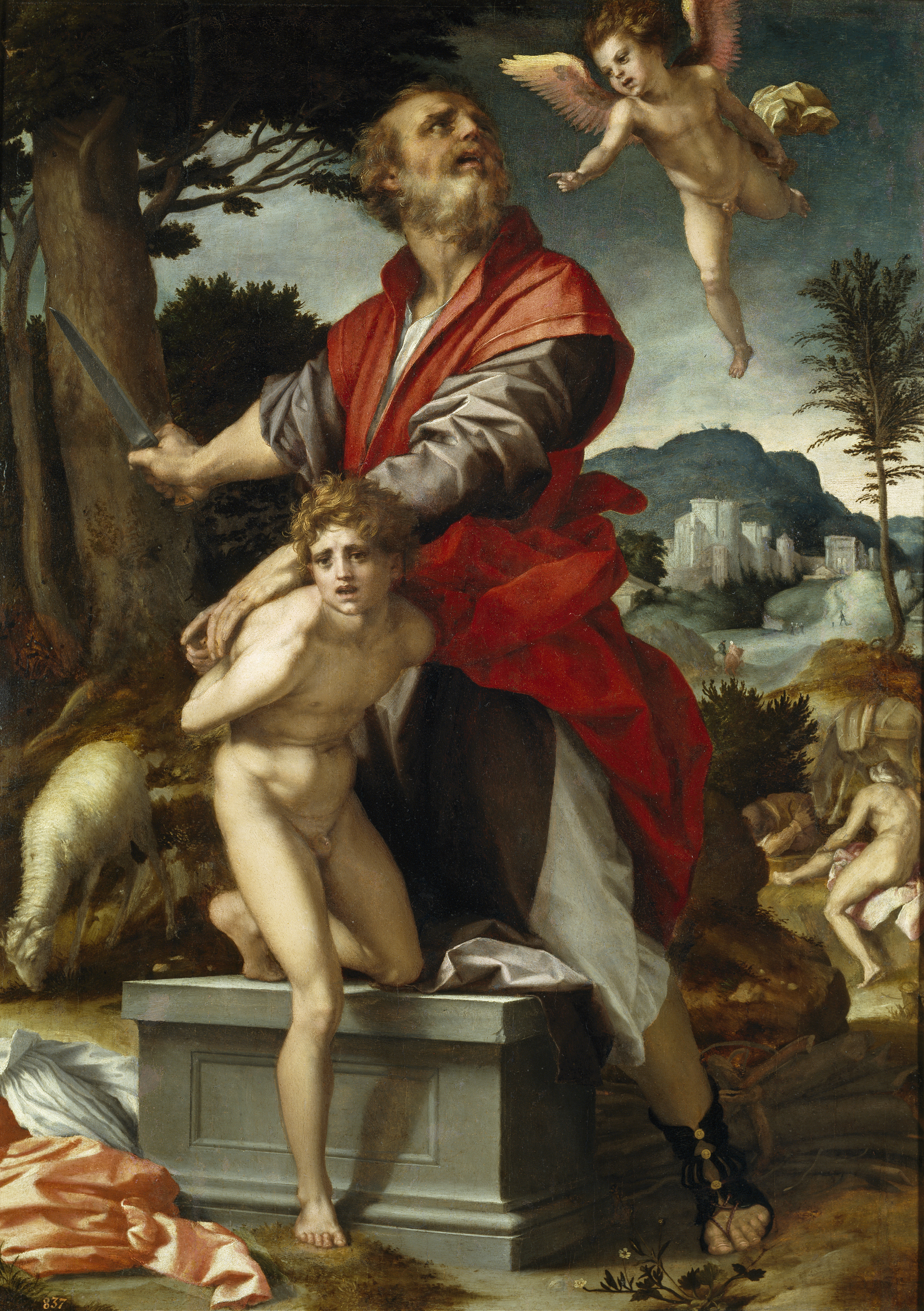
Andrea del Sarto, 1522. -Sacrificio di Isacco (Andrea del Sarto)-

El pintor que inicia el barroco, el italiano Caravaggio, representó la escena en dos ocasiones. La segunda, de 1603, causó un escándalo por la actitud de Isaac, que no acepta sumiso su muerte, sino que se resiste.

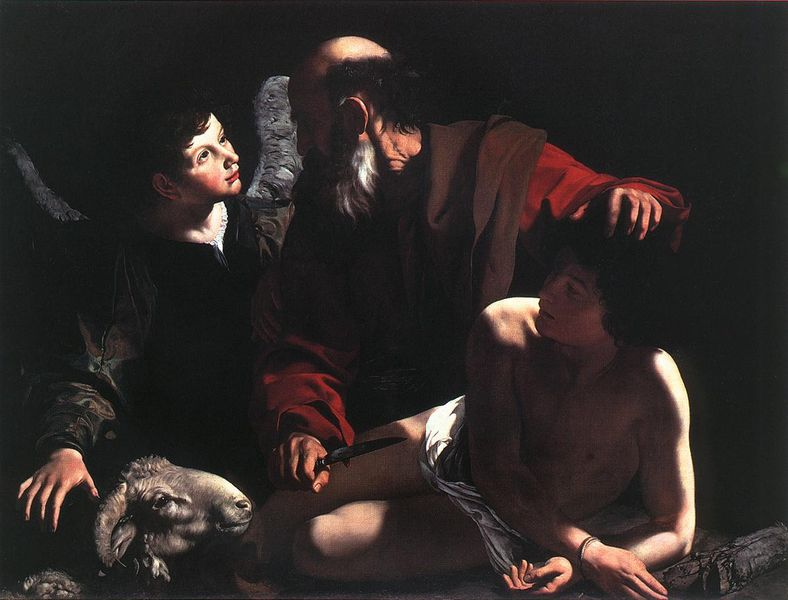
El sacrificio de Isaac (Caravaggio, Princeton), 1598.
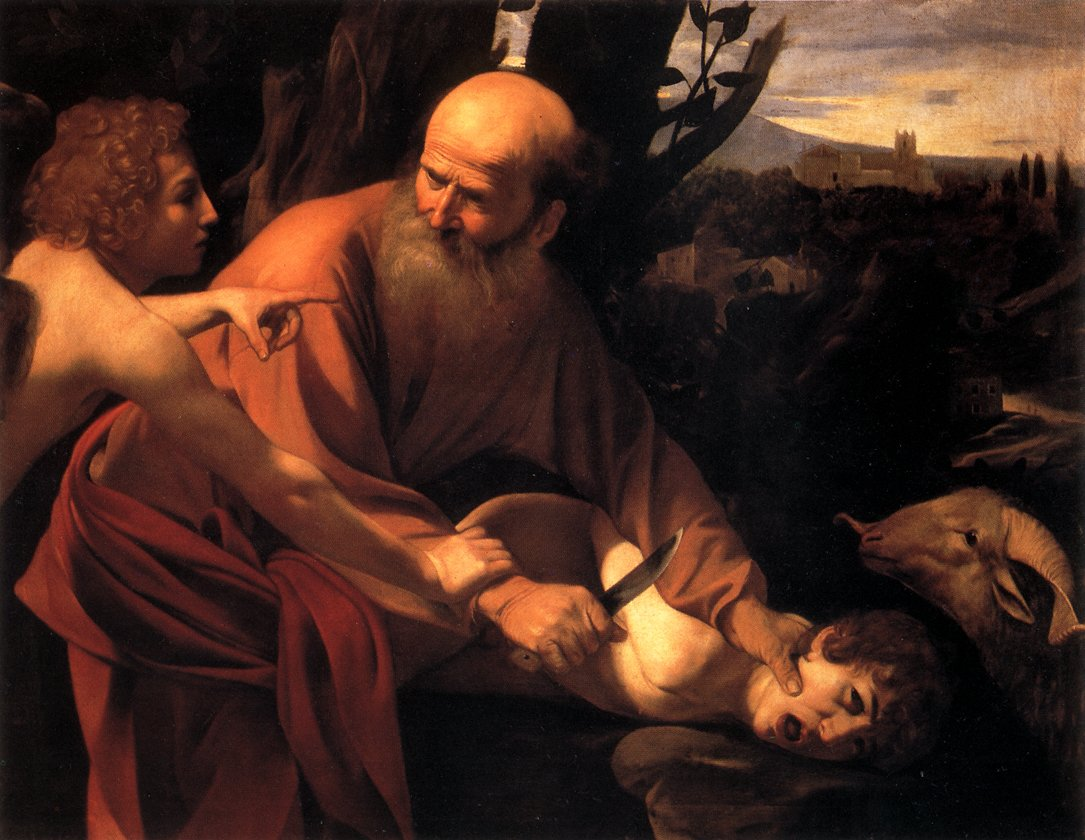
El sacrificio de Isaac (Caravaggio, Florencia), 1603.

Es un tema recurrente en pintores del barroco italiano, así como del barroco español, el barroco flamenco (destacadamente, por Rubens), el barroco holandés (destacadamente, por Rembrandt), el barroco francés, etc.:

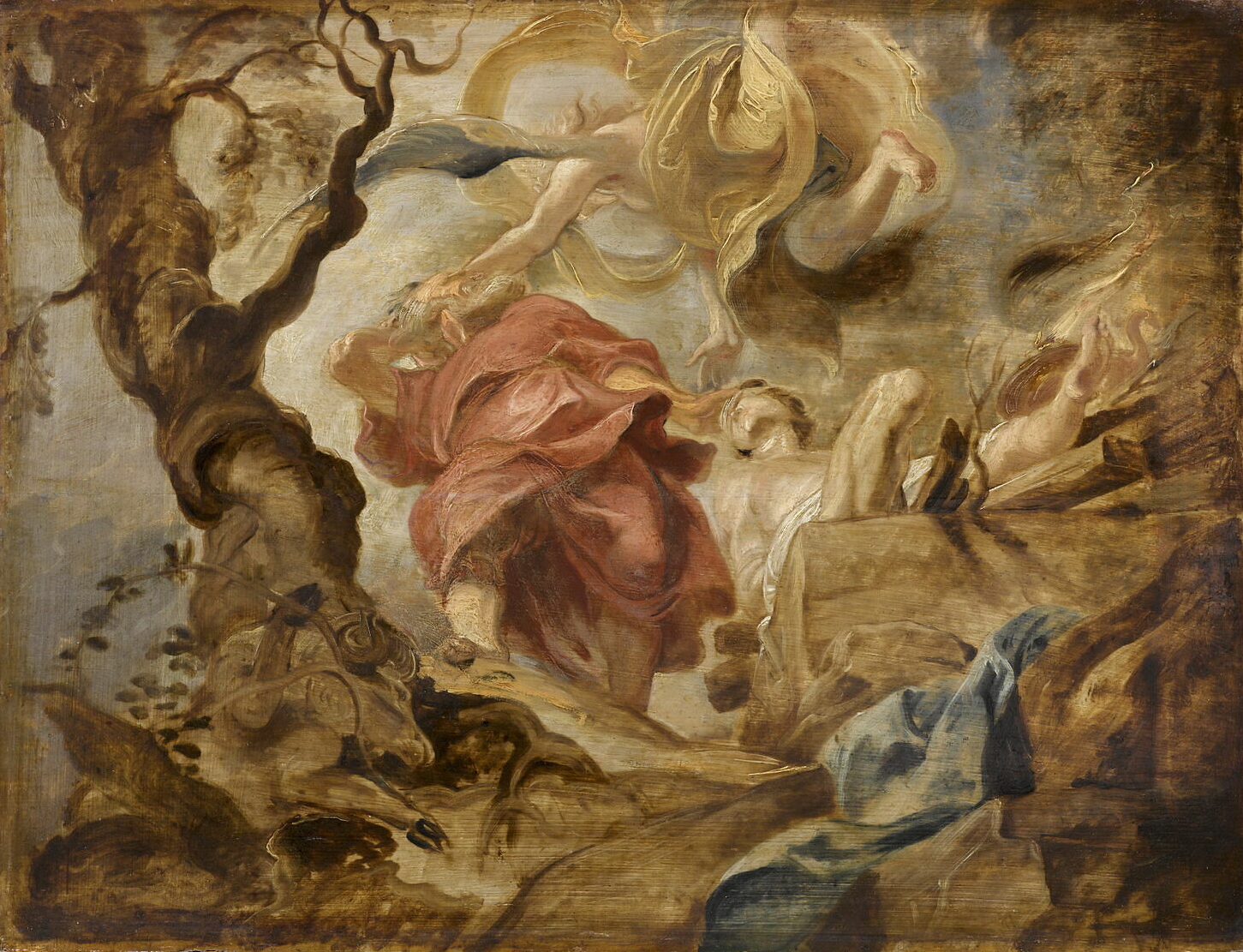
Peter Paul Rubens, 1620-1.
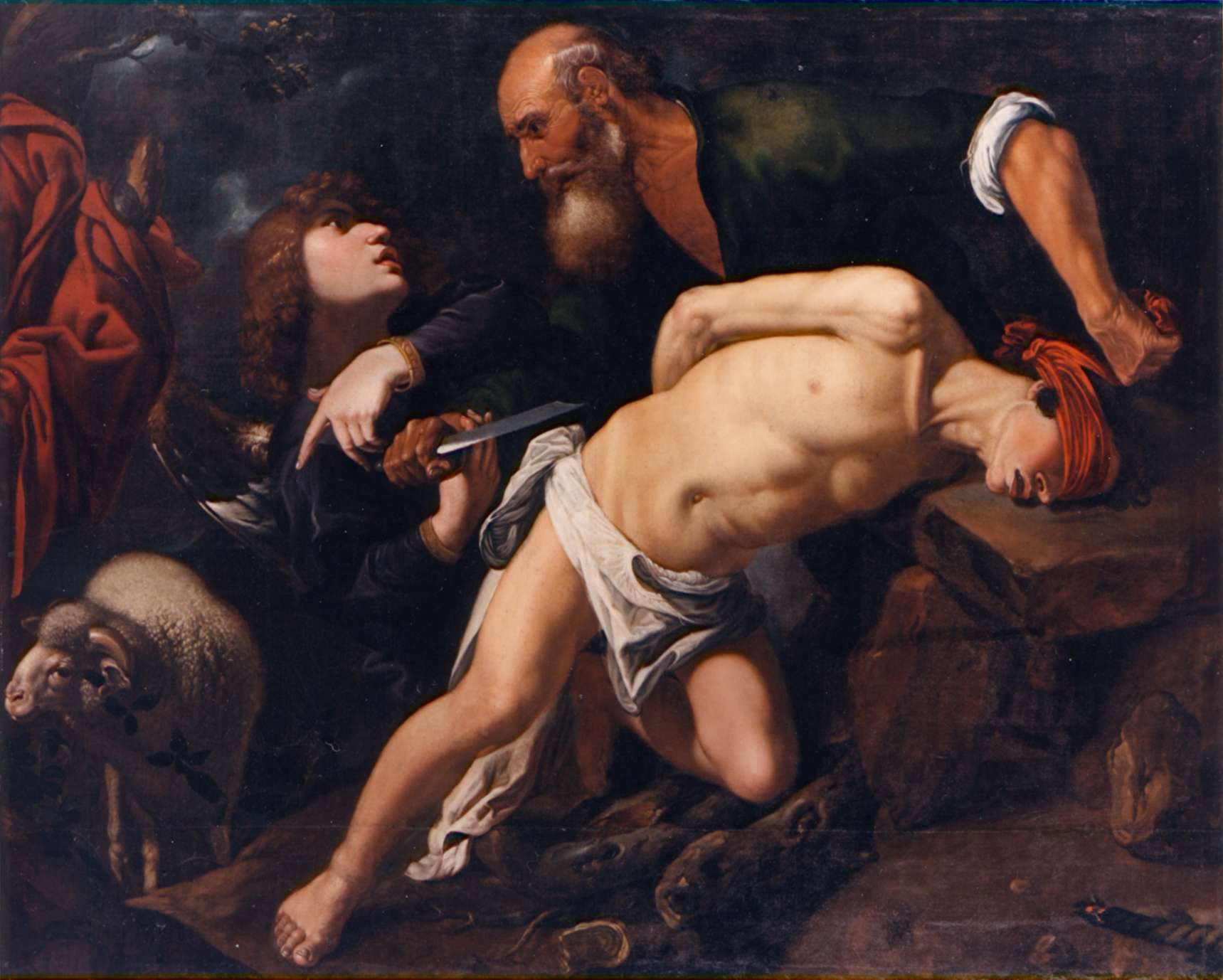
Pedro de Orrente, 1616.
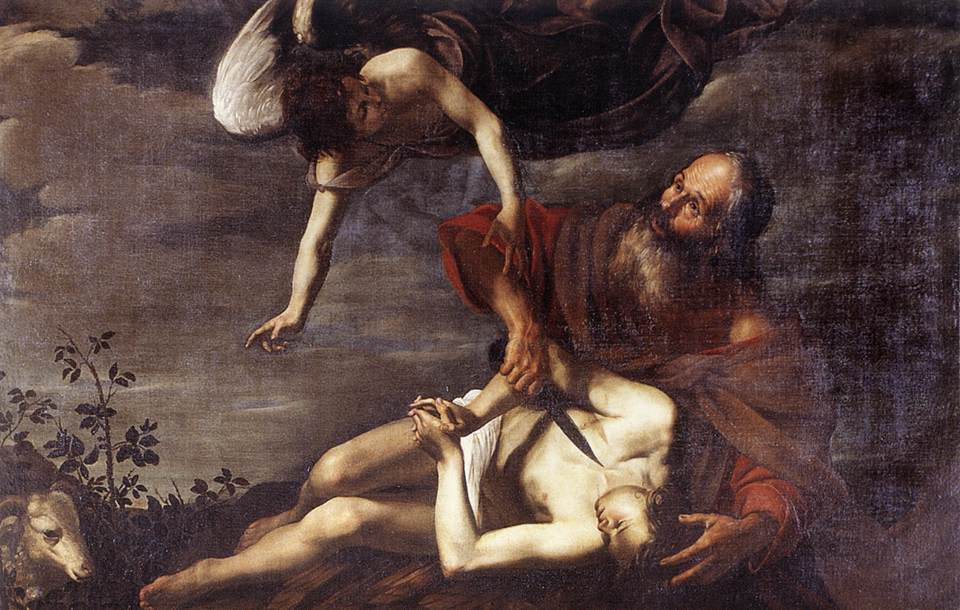
Orazio Riminaldi, 1625.
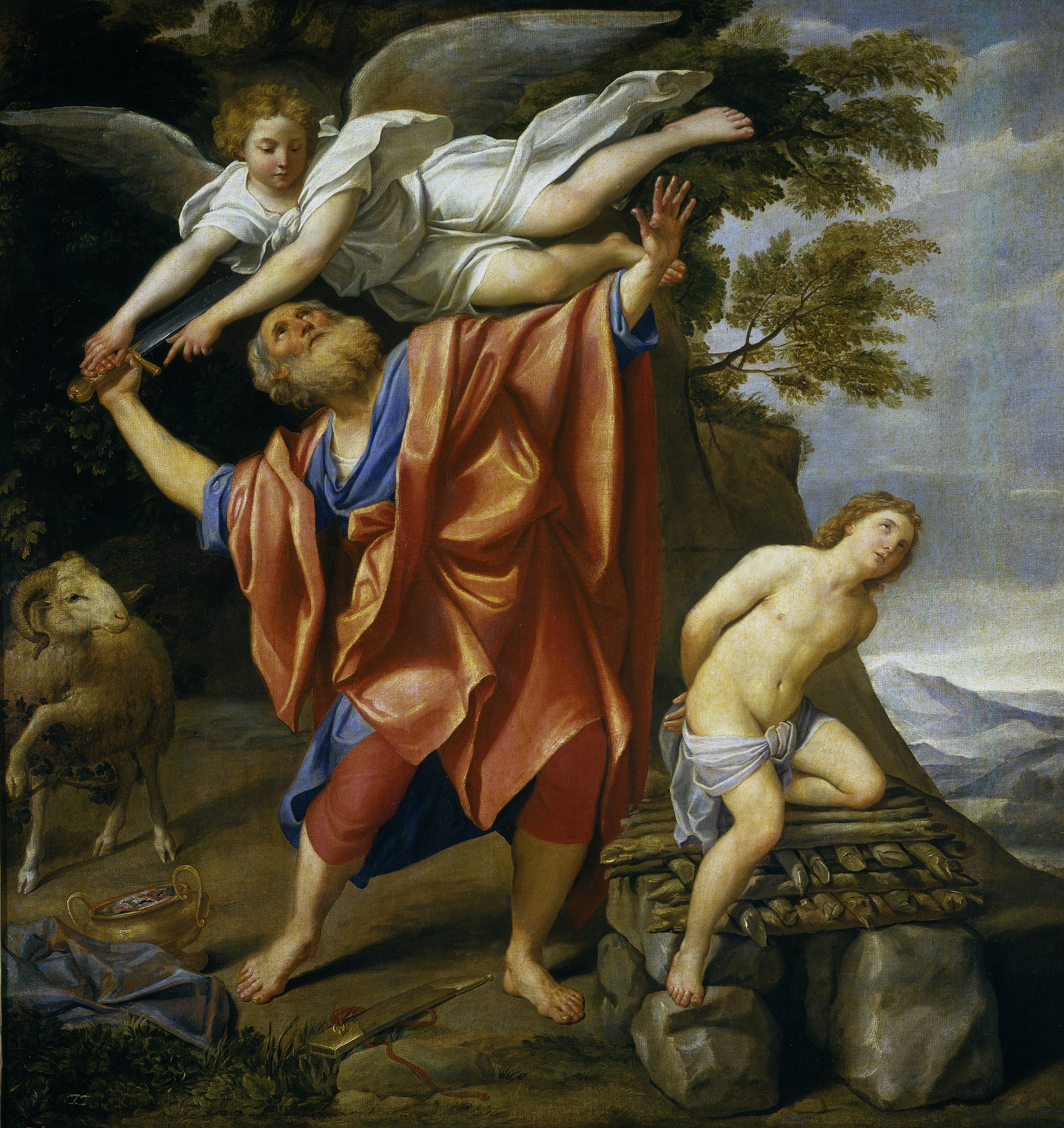
Domenichino, 1627.
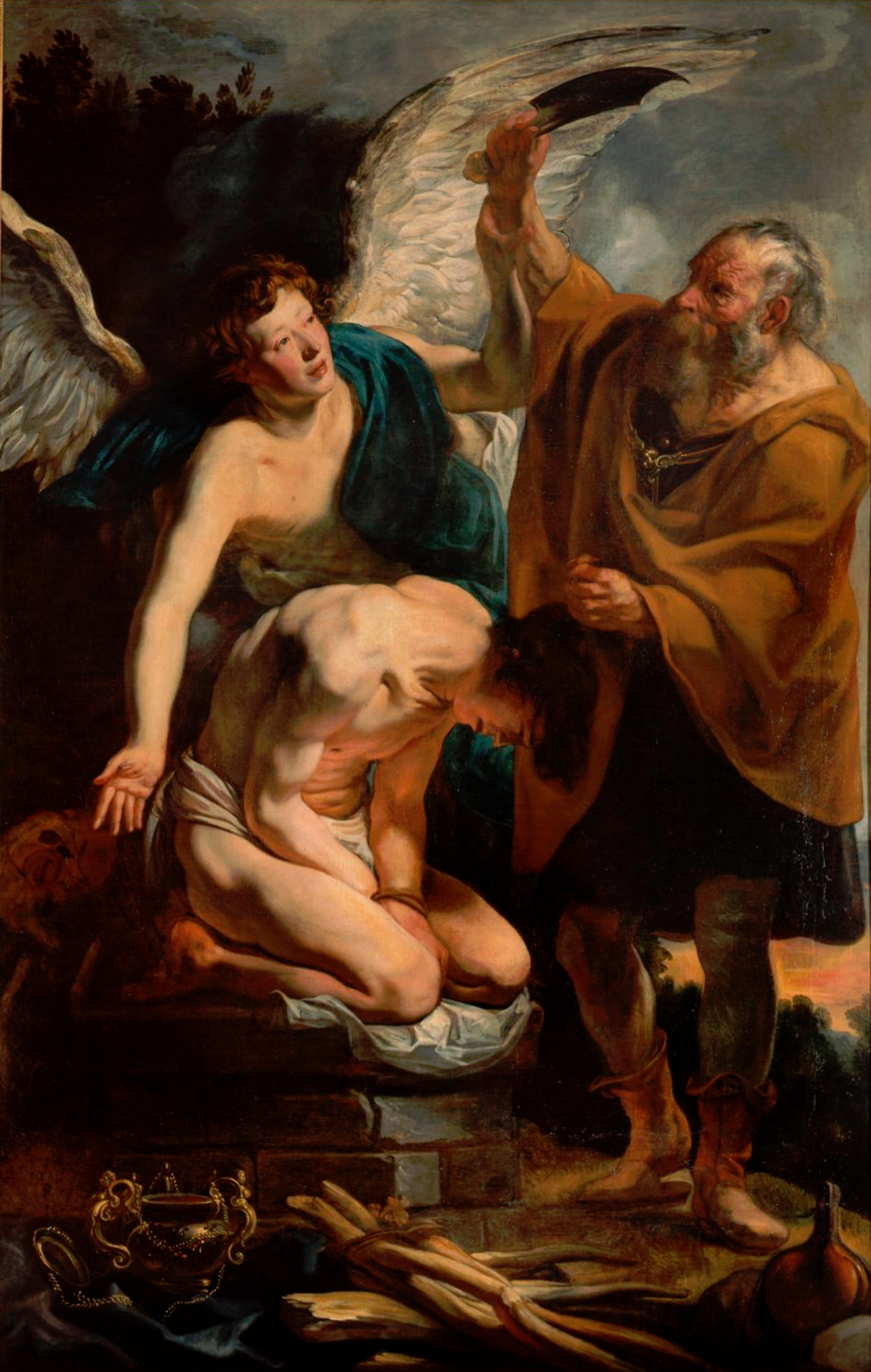
Jacob Jordaens, 1630.
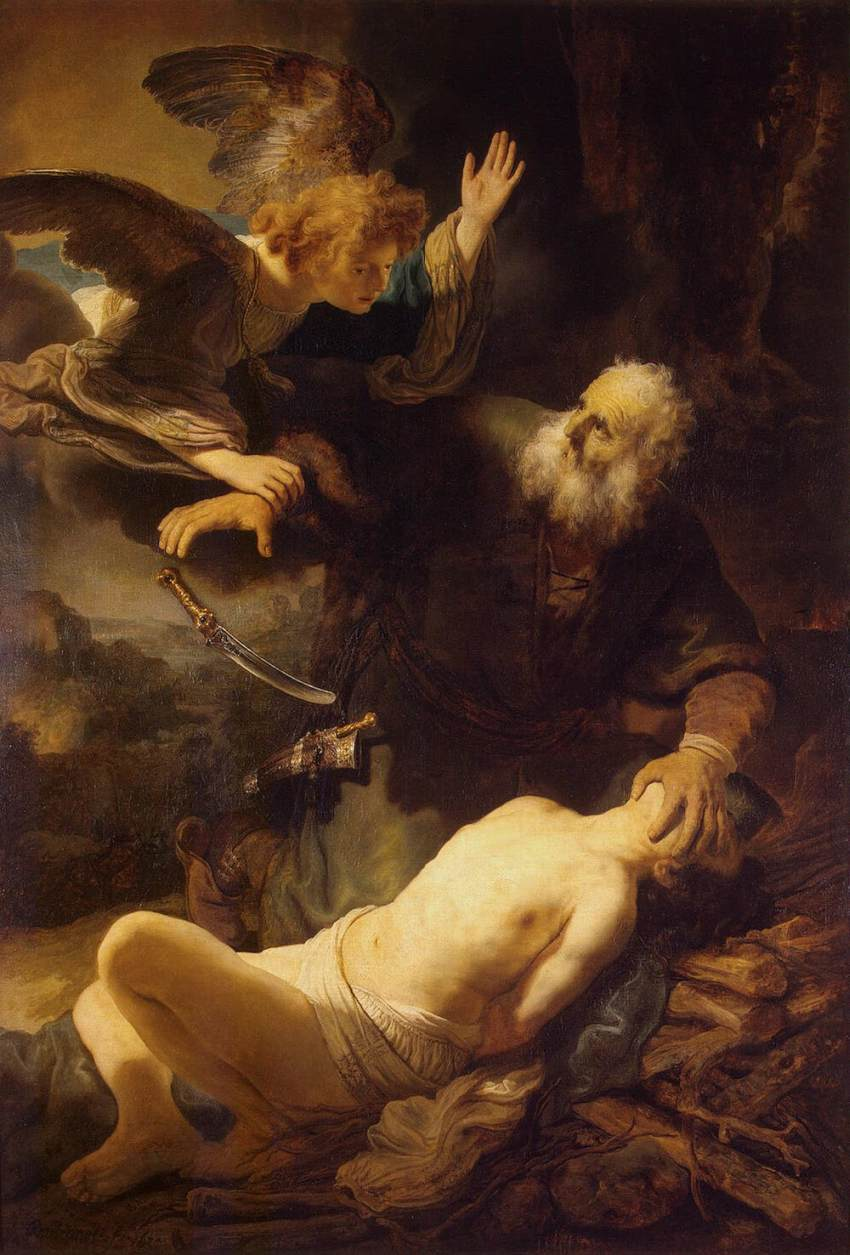
El sacrificio de Isaac (Rembrandt), 1635.
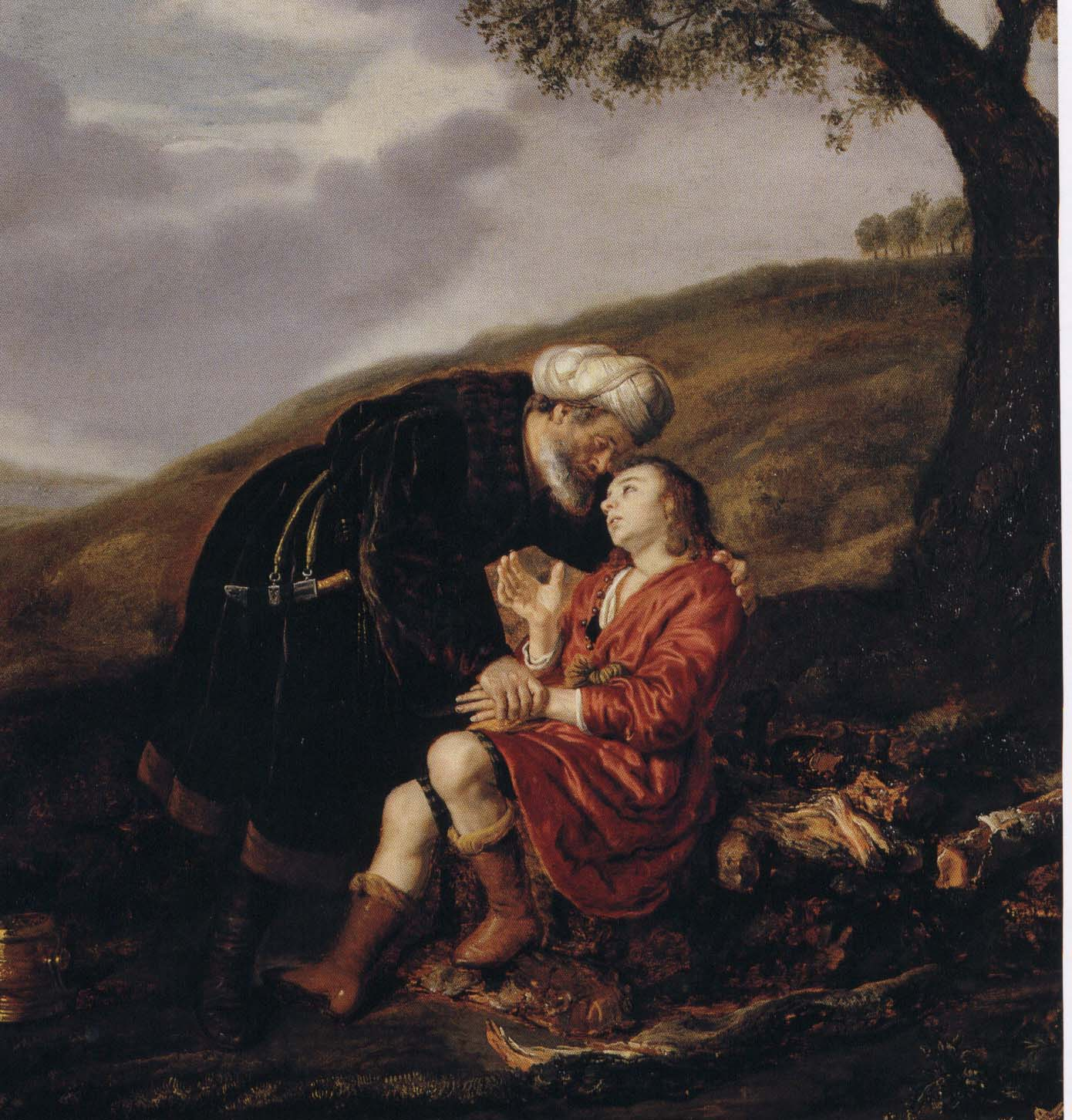
Jan Victors,[13] 1642 (se representa la conversación previa entre padre e hijo).
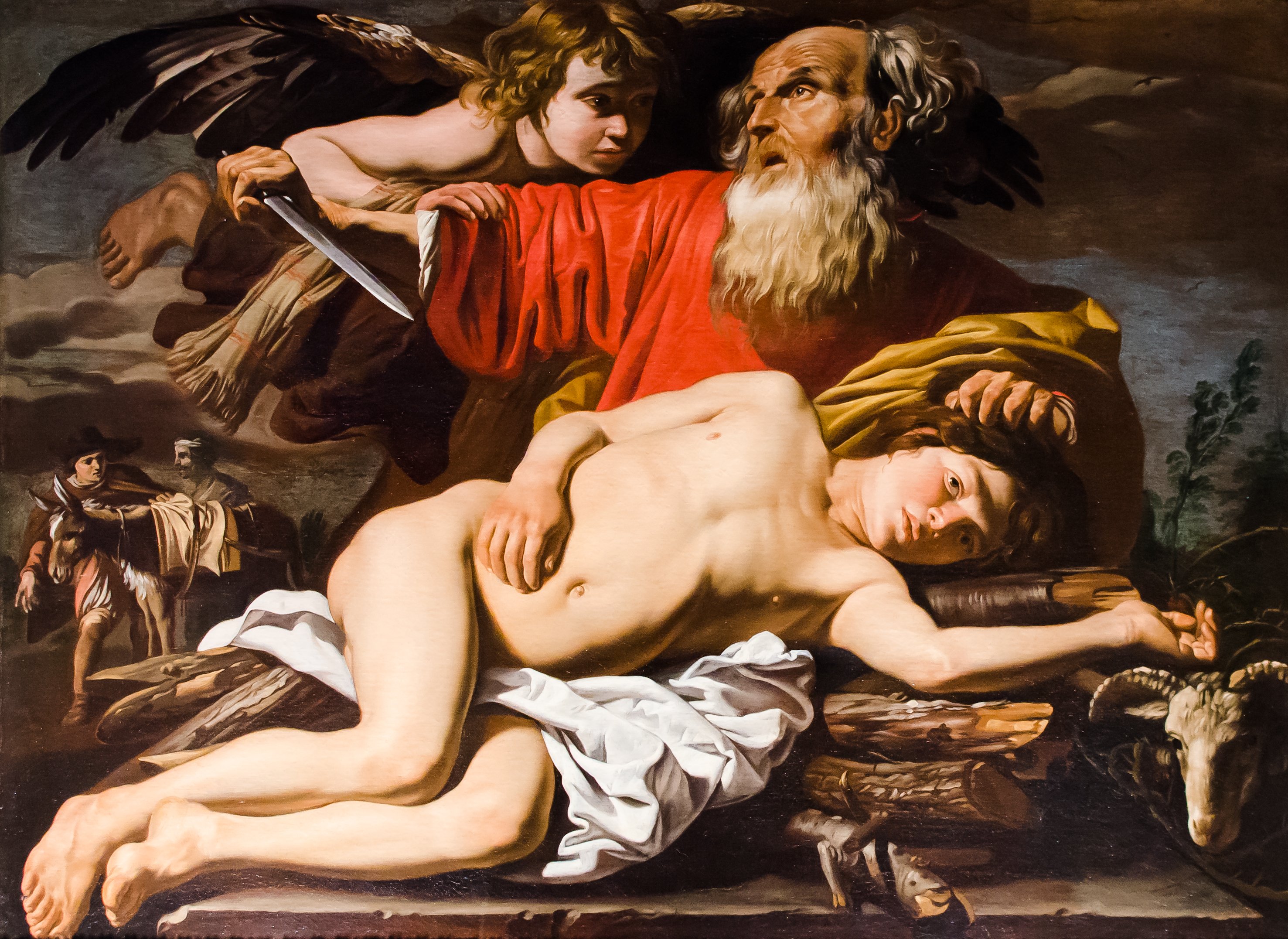
Mathias Stomer (mediados del siglo XVII).
Laurent de La Hyre, 1650.
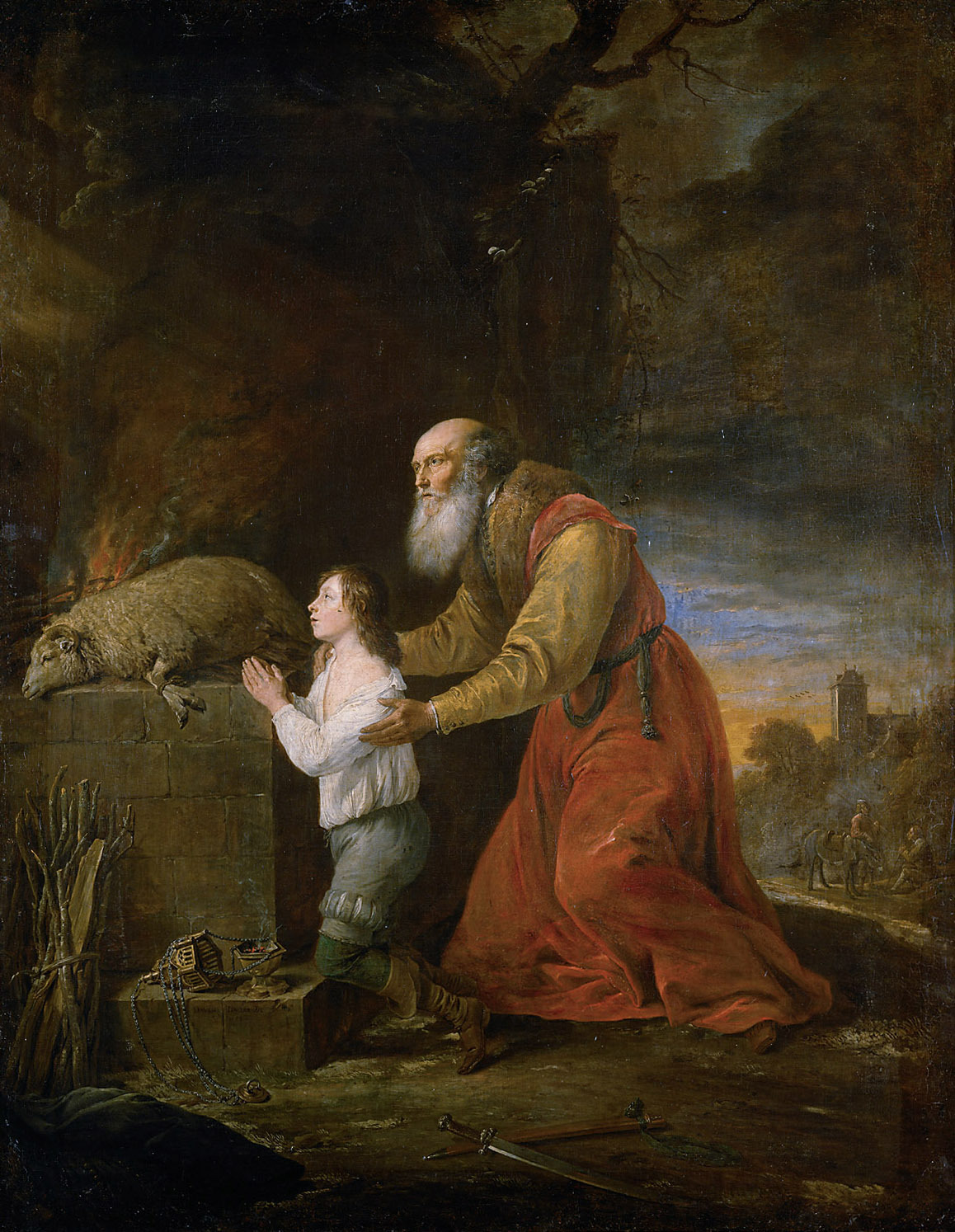
David Teniers el Joven, 1655 (se representa una escena posterior: el sacrificio del cordero).
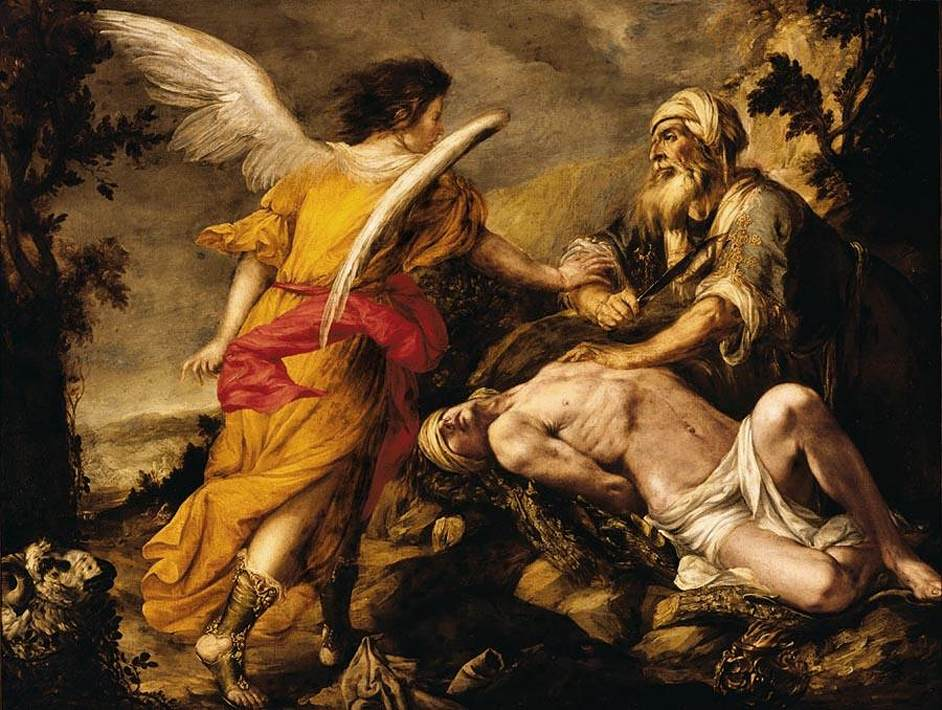
Valdés Leal, ca. 1658.
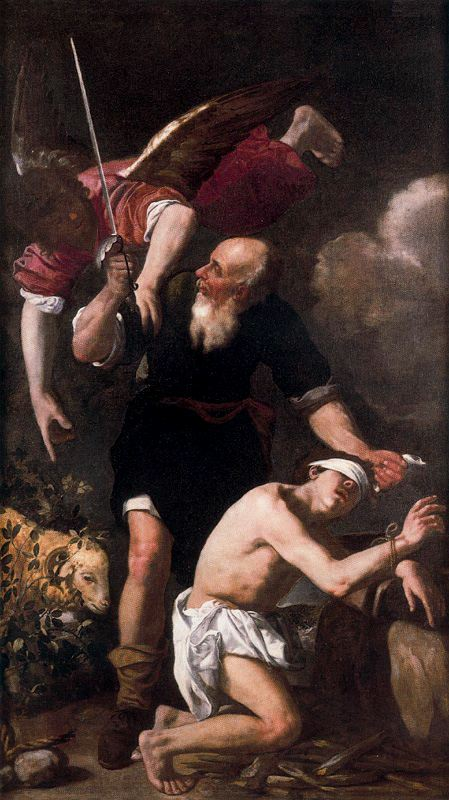
Jerónimo Jacinto Espinosa (mediados del siglo XVII).
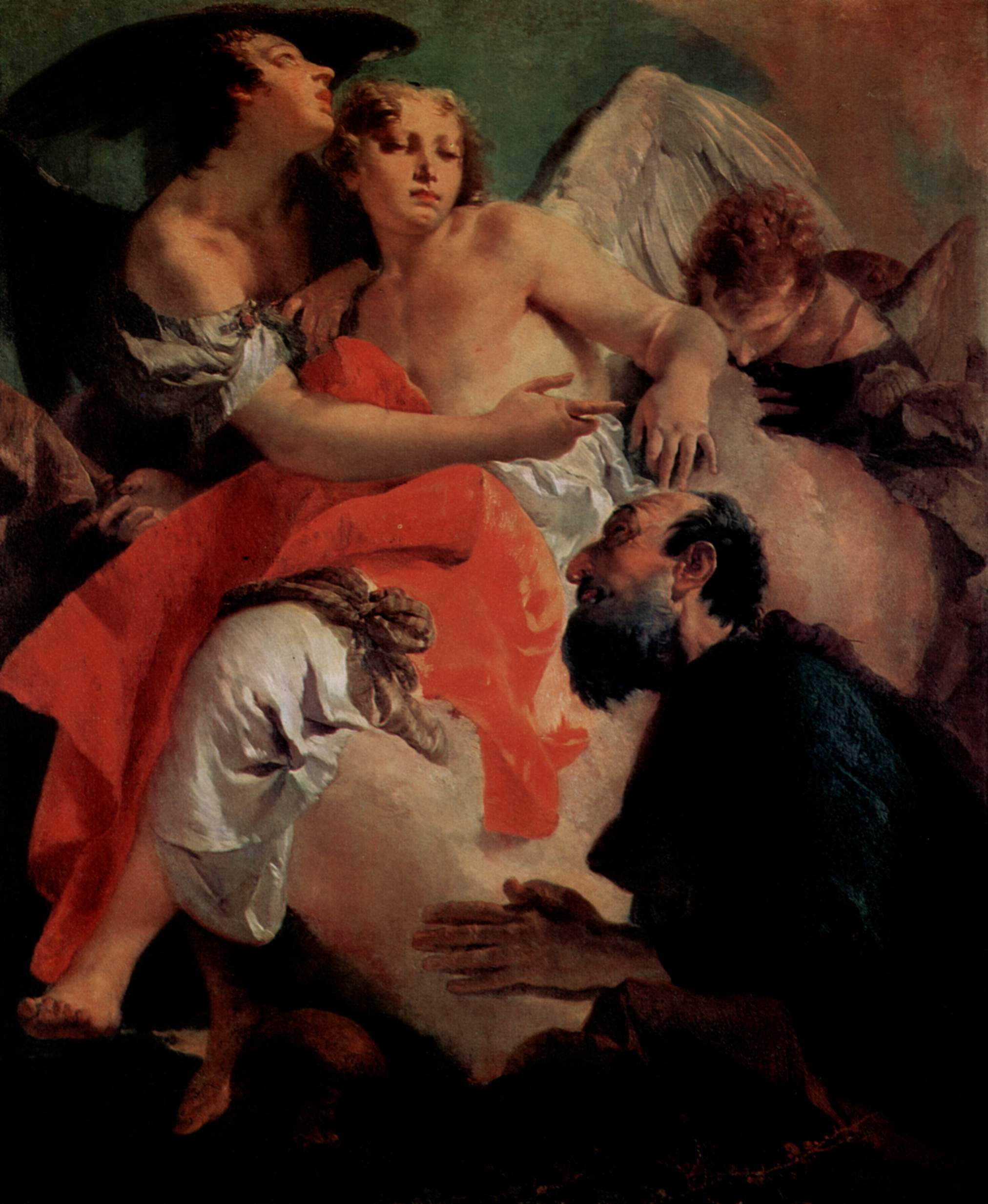
Juan Bautista Tiépolo, 1732 (se representa la conversación entre Abraham y el ángel).

También es un motivo frecuente del arte cristiano oriental:

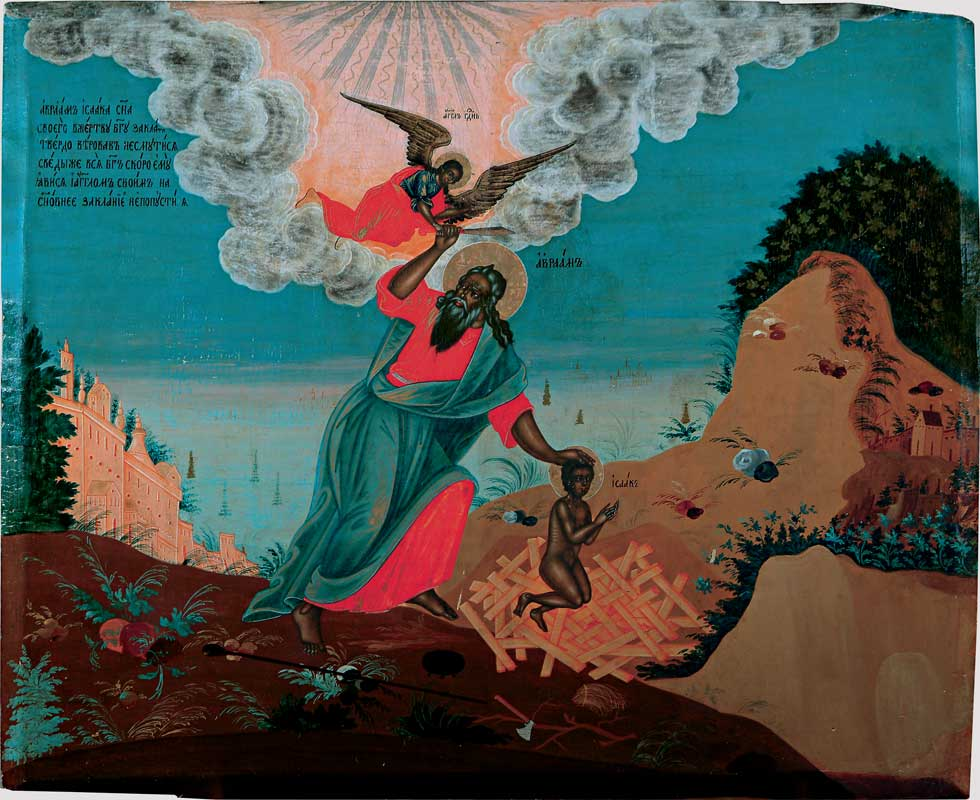
Icono ruso de 1778

También en el arte judío moderno:

### Literatura
El novelista Gustavo Martín Garzo relata la vida de Isaac en su obra No hay amor en la muerte (2017).
En la saga de novelas de Dan Simmons, Hiperión, se postula que es Abraham quien prueba a Jehová y no al revés. Abraham convendría que un dios que permitiera matar a su hijo no debía ser nunca seguido.